# Zuid-Amerika
Zuid-Amerika is een continent op het zuidelijk halfrond, ten zuiden van Noord-Amerika en ten noorden van Antarctica. Het continent wordt in het westen door de Grote Oceaan en in het oosten door de Atlantische Oceaan begrensd.

## Definitie
Zuid-Amerika wordt van Noord-Amerika gescheiden door de Darién Gap op de grens van Colombia en Panama. Soms wordt het Panamakanaal als grens vermeld, in dat geval behoort de oostelijke helft van Panama tot Zuid-Amerika. Hoewel verschillende Caribische eilanden, waaronder Aruba, Bonaire, Curaçao, Trinidad en Tobago geologisch gezien op het Zuid-Amerikaans continentaal plat liggen worden zij in de praktijk tot het Caribische deel van Noord-Amerika gerekend. De Venezolaanse Federale gebieden en de Colombiaanse eilandengroepen in de Caraïbische Zee gelden dan weer als Zuid-Amerikaans.
Enkele Zuid-Amerikaanse landen hebben eilandengroepen die buiten het continentaal plat liggen. Zo heeft Brazilië de eilandengroep Fernando de Noronha in de Atlantische Oceaan en Ecuador de Galapagoseilanden in de Grote Oceaan. Deze gebieden worden doorgaans tot Zuid-Amerika gerekend, evenals de buiten het continentaal plat liggende Britse gebiedsdeel van Zuid-Georgia en de Zuidelijke Sandwicheilanden. Het tot Chili behorende Paaseiland wordt meestal samen met de Pitcairneilanden eerder als deel van Oceanië gerekend.

### Overlap met Latijns-Amerika
In de Spaans- en Engelstalige wereld is het gebruikelijke de beide Amerika's als één continent te beschouwen, maar in het Nederlands worden Noord- en Zuid-Amerika vaak als twee verschillende continenten gezien. In het dagelijks spraakgebruik wordt Zuid-Amerika soms verward met Latijns-Amerika. Hoewel er een grote overlap is, omvat Latijns-Amerika grote delen van Noord-Amerika, terwijl de Nederlands- en Engelstalige delen van Zuid-Amerika niet altijd onder Latijns-Amerika gezien worden.

## Geografie
De totale oppervlakte van Zuid-Amerika bedraagt 17.840.000 km².

### Geologie
Zuid-Amerika is onderdeel Zuid-Amerikaanse plaat. Het continent is opgebouwd uit een kern die bestaat uit een aantal Proterozoïsche kratons waaromheen het continent gegroeid is. In het westen bevindt zich de Andes, die gevormd wordt door de subductie van oceanische korst onder de Grote Oceaan onder het Zuid-Amerikaanse continent.

### Landen en gebieden

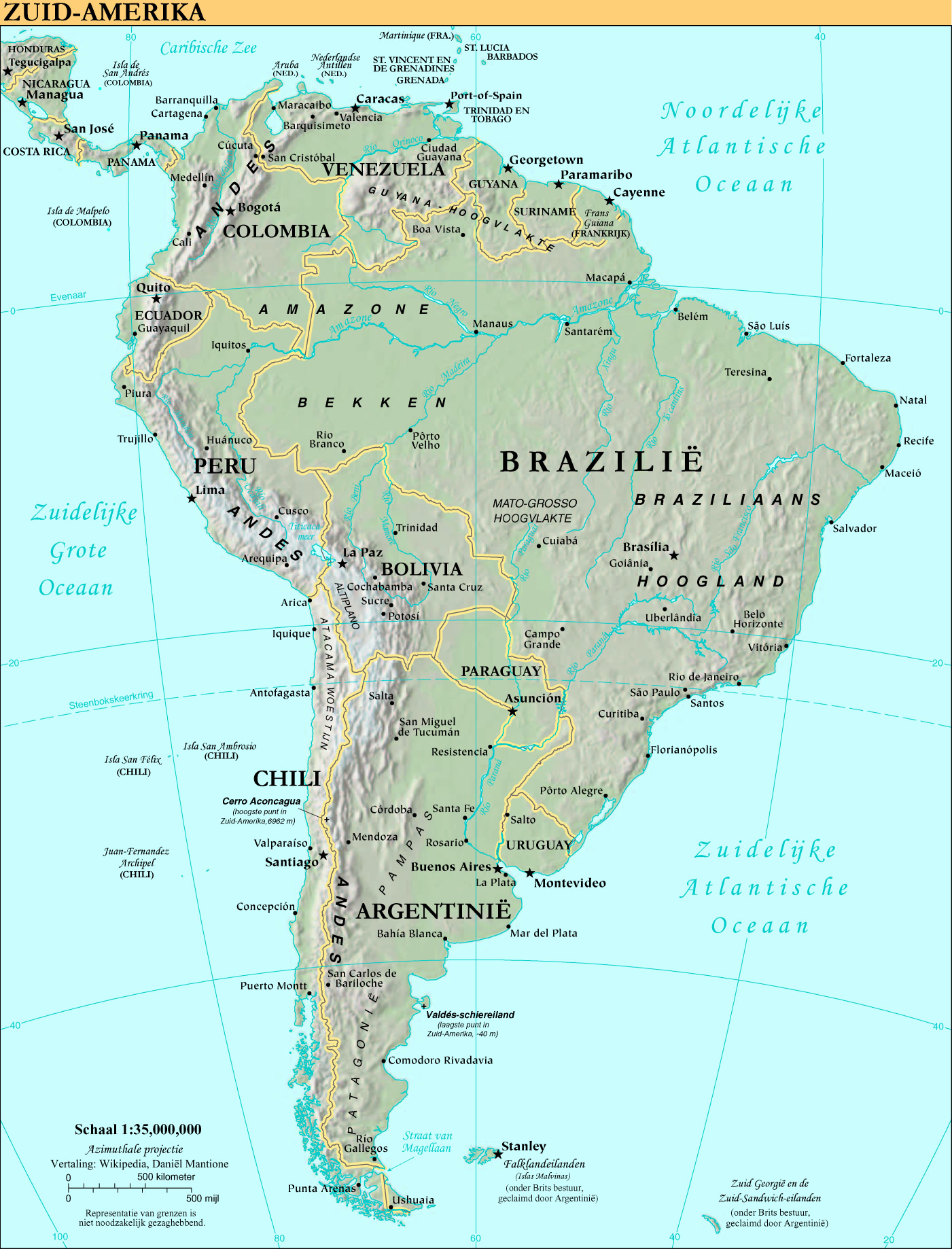
Kaart van Zuid-Amerika.

Tot Zuid-Amerika behoren geografisch gezien de volgende gebieden:

#### Onafhankelijke landen
- Argentinië
- Bolivia
- Brazilië
- Chili
- Colombia
- Ecuador
- Guyana
- Panama (*)
- Paraguay
- Peru
- Suriname
- Uruguay
- Venezuela

(*) Wanneer het Panamakanaal als grens wordt gebruikt, ligt de Panamese provincie Darién in Zuid-Amerika.

#### Afhankelijke gebieden
- Falklandeilanden
- Frans-Guyana
- Zuid-Georgia en de Zuidelijke Sandwicheilanden
- Bouveteiland[2]

### Klimaat

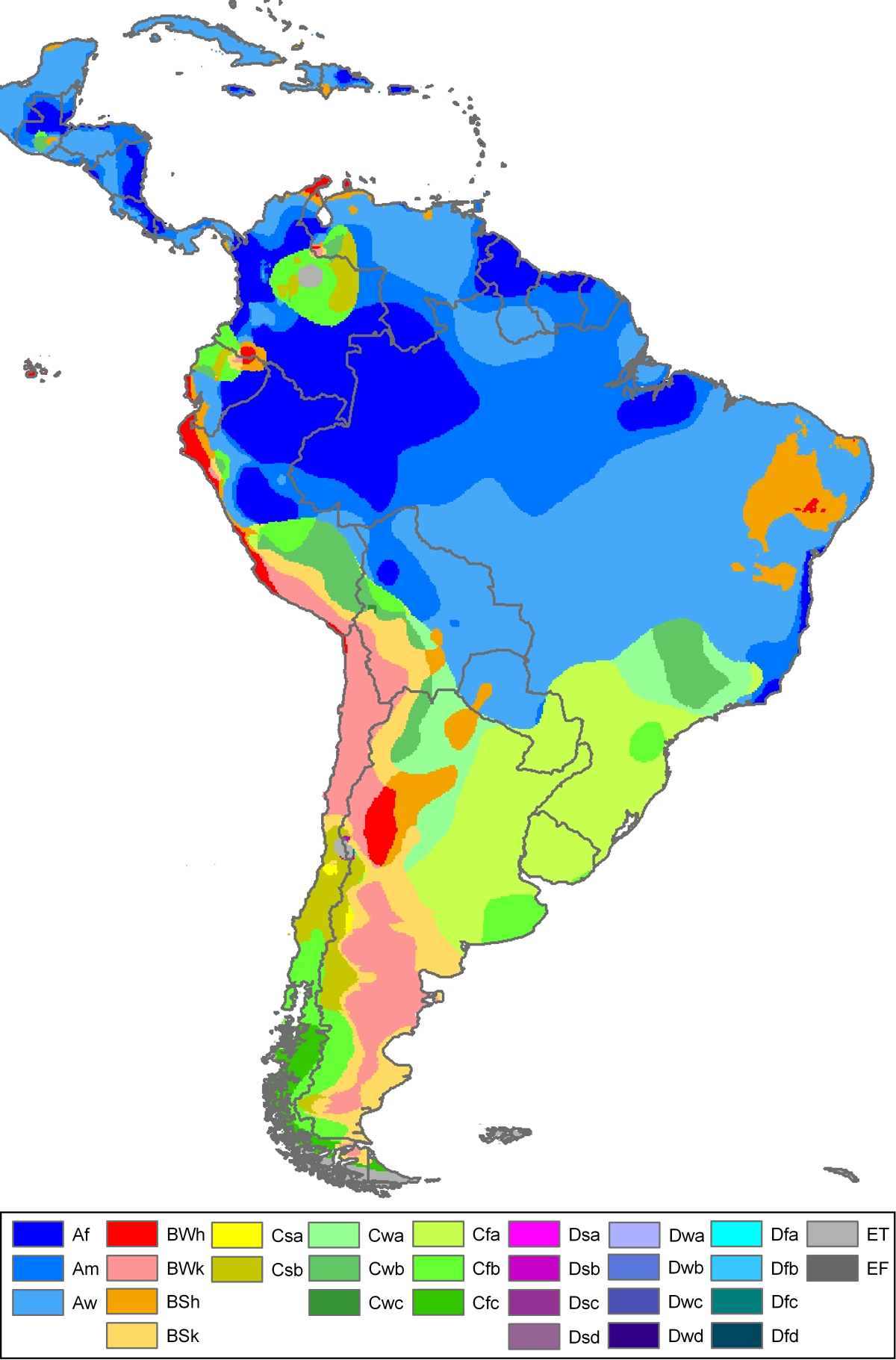
Recente kaart van de klimaatclassificatie van Köppen-Geiger.

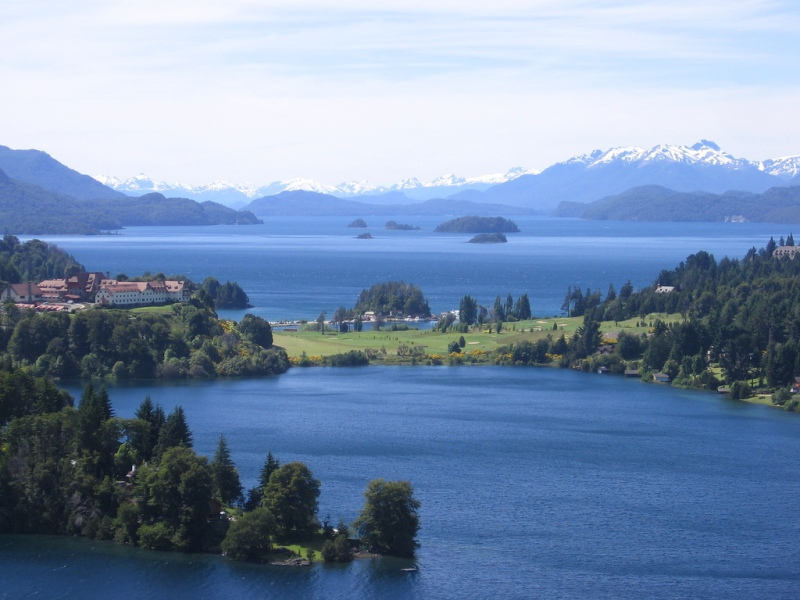
Landschap in Zuid-Argentinië.

Zuid-Amerika ligt voor een deel in een warme of tropische zone (tot ongeveer de Steenbokskeerkring) en voor een deel in een gematigde zone (ten zuiden van de Steenbokskeerkring). Vrijwel alle klimaatzones (van tropisch regenklimaat tot polair toendraklimaat) komen voor in Zuid-Amerika. Vgl. de klimaatclassificatie van Köppen
Zo heeft de Andes een hooggebergteklimaat. Ten oosten van de Andes zijn de variaties in de natuurlijke begroeiing groot. Het grootste gedeelte van het continent heeft een tropisch klimaat met als natuurlijke begroeiing regenwoud. In het zuiden gaat het regenwoud over in de pampa's en nog zuidelijker in nog gematigder begroeiing.

### Metropolen
Metropolen van Zuid-Amerika zijn:
- Asunción
- Belo Horizonte
- Belém
- Bogota
- Brasilia
- Bucaramanga
- Buenos Aires
- Cali
- Caracas
- Córdoba
- Curitiba
- Fortaleza
- Guayaquil
- La Paz
- Lima
- Maceió
- Maracaibo
- Medellín
- Montevideo
- Natal
- Porto Alegre
- Recife
- Rio de Janeiro
- Salvador
- Santa Cruz
- Santiago
- Santos
- São Paulo
- Teresina
- Valencia

## Geschiedenis
De eerste nederzettingen in Zuid-Amerika worden gedateerd rond 15.000 v.Chr. en lagen in de kustzone van Ecuador en Peru. Rond 2700 v.Chr. werd in Caral de eerste stad met stenen huizen gebouwd. Door de ontwikkeling van aardewerk krijgt men de mogelijkheid voedsel langer te bewaren, zodat ook de inlandse valleien in de Andes gekoloniseerd kunnen worden.
Antieke beschavingen zijn de Chavin-cultuur (1700 - 300 v.Chr.), de Mochica-cultuur (0 - 750 n.Chr.) en de Nazca-cultuur (200 v.Chr. - 1000 n.Chr.), alle in Peru.
De Inca's heersten van 1438 tot 1532 over een groot gebied dat van Noord-Chili tot Ecuador liep. Hun rijk werd centralistisch geregeerd door een keizer vanuit Cuzco. Hoewel de beschaving een hoog niveau had bereikt waren sommige uitvindingen zoals het wiel bij de Inca's niet bekend.
In een poging om een zeeroute naar India te openen, stak Christoffel Columbus in 1492 de Atlantische Oceaan over en ontdekte de Grote Antillen. De eerste expeditie werd gevolgd door een tweede, toen een derde. Hij legde de route van zijn derde expeditie veel verder naar het zuiden van de landen die hem al bekend waren en ontdekte het eiland Trinidad, waarbij hij een schip tussen het eiland en een onbekende kust leidde. De Spanjaarden waren verrast dat het water erlangs bijna zoet was. De admiraal schreef in zijn dagboek: "... Zo'n krachtige rivier zou alleen op het vasteland kunnen bestaan, en er is nog steeds een continent in het zuiden."
Na Columbus gingen talrijke Spaanse expedities naar Zuid-Amerika op zoek naar nieuw land en nieuwe rijkdommen - goud en sieraden.
In de 16e eeuw begonnen Spaanse en Portugese ontdekkingsreizigers de Zuid-Amerikaanse oostkust te verkennen. Gelokt door verhalen van een gouden rijk in het binnenland begaven ze zich steeds verder landinwaarts. Voor de lokale bevolking waren de bacteriën die de Europeanen meebrachten een ongekende ramp. Schattingen geven aan dat misschien meer dan twee derde van de Indiaanse bevolking aan voor hen onbekende ziekten als de pest, waartegen ze geen resistentie hadden, stierf. Daaropvolgend lukte het de Spaanse ontdekkingsreiziger Francisco Pizarro in 1532 met een klein legertje het grootste deel van het Incarijk te veroveren door de keizer gevangen te nemen. Tot 1572 hielden de Inca's in delen van hun rijk stand tegen de Spanjaarden. Een zo'n afgelegen uitwijkoord was Machu Picchu.
Zuid-Amerika was in 1494 met het verdrag van Tordesillas tussen de Portugezen en Spanjaarden verdeeld. Brazilië werd Portugees, de rest Spaans. In de eeuwen daarop viel Zuid-Amerika langzaam in handen van de beide koloniale machten, hoewel ook andere Europese landen, met name Engeland en Nederland, enige invloed hadden. Toen de Verenigde Staten in 1776 onafhankelijk werden werd de roep om onafhankelijkheid in Zuid-Amerika ook sterker. De bezetting van Spanje door Napoleon in 1808 bood de gelegenheid onafhankelijkheidsoorlogen te beginnen. Een bekend leider van de onafhankelijkheid was Simón Bolívar. De decennia die volgden werden gekenmerkt door grote politieke instabiliteit: vrijwel overal braken burgeroorlogen uit en de verenigde republieken vielen uiteen in een lappendeken van staten. Pas in de laatste decennia van de 19e eeuw stabiliseerde Latijns-Amerika; in vele landen kwamen oligarchische regimes aan de macht, die onder het motto van Orden y Progreso ("orde en vooruitgang") economische voorspoed maar ook brute onderdrukking brachten.
Rond de jaren dertig werden de oligarchische regimes in de meeste landen afgelost door populistische regeringen, waarvan die van Juan Perón wellicht het bekendste is. In de jaren vijftig werden de meeste van deze regimes vervangen door regeringen die meer democratisch waren, maar ook instabieler. Gevolg was dat staatsgrepen plaatsvonden die militaire dictaturen vestigden die berucht werden om hun mensenrechtenschendingen. In de Koude Oorlog en met name na de Cubaanse revolutie vreesden de Verenigde Staten communistische invloeden in Latijns-Amerika. Ze bemoeiden zich met de politieke situatie, waarbij vaak steun aan militaire dictaturen werd verleend. Over de buitenlandse politiek van de Verenigde Staten wordt soms gesproken als de Monroe-doctrine waarin Zuid-Amerika als de "achtertuin" van het land wordt opgevat, als rechtvaardiging voor inmenging. In de jaren tachtig raakten de meeste landen in een diepe economische crisis. Landen konden hun schulden niet meer afbetalen, wat tot hyperinflatie leidde. De militaire regimes konden niet langer standhouden en het grootste deel van Zuid-Amerika kreeg een democratisch bewind. Tegen het eind van de 20e eeuw en het begin van de 21e eeuw raakten veel Latijns-Amerikanen gedesillusioneerd met het neoliberale economische systeem, en werden er in diverse landen linkse kandidaten tot president gekozen. Een bekend voorbeeld is de Venezolaanse president Hugo Chávez.

## Demografie

### Taal
In Brazilië spreekt men Portugees; in Frans-Guyana Frans; in Guyana, Zuid-Georgia, op de Falklandeilanden Engels; in Suriname Nederlands. Alle andere landen zijn Spaanstalig. Daarnaast worden er in verschillende landen nog enkele oude inheemse talen, als Guaraní en Quechua gesproken.
De Spaans, Portugees en Frans sprekende landen behoren met Mexico en andere Frans- en Spaanstalige landen in Midden-Amerika tot Latijns-Amerika. Guyana en Suriname worden zo wél tot Zuid-Amerika, maar niet tot Latijns-Amerika gerekend.

### Etnische samenstelling
Tot de 15e eeuw werd Zuid-Amerika uitsluitend bevolkt door de oorspronkelijke bewoners, de Indianen. Sindsdien heeft een grootschalige vermenging plaatsgevonden. De hedendaagse Zuid-Amerikaanse bevolking bestaat uit Europese, Inheemse en Afrikaanse elementen. In de centrale Andes is de Inheemse bevolking vaak nog in de meerderheid, grote indianenvolken in de Andes zijn de Quechua, Aymara en Mapuche. Ook in het dunbevolkte Amazonegebied vormt de Inheemse bevolking nog een meerderheid. In de landen van de Zuidkegel is het Europese aandeel van de bevolking het grootst. Aan de Grote Oceaankust en in de Guyana's leven bovendien relatief veel mensen van Aziatische afkomst. In Peru wonen relatief veel immigranten uit Japan (de peruano-japonés of nipo-peruano) en in Venezuela uit Libanon. Venezuela heeft zo'n 341.000 tot 500.000 inwoners van Libanese afkomst.

### Inwoners
Zuid-Amerika heeft 424 miljoen inwoners anno 2016. Brazilië is het volkrijkste land.

## Economie

### Landbouw

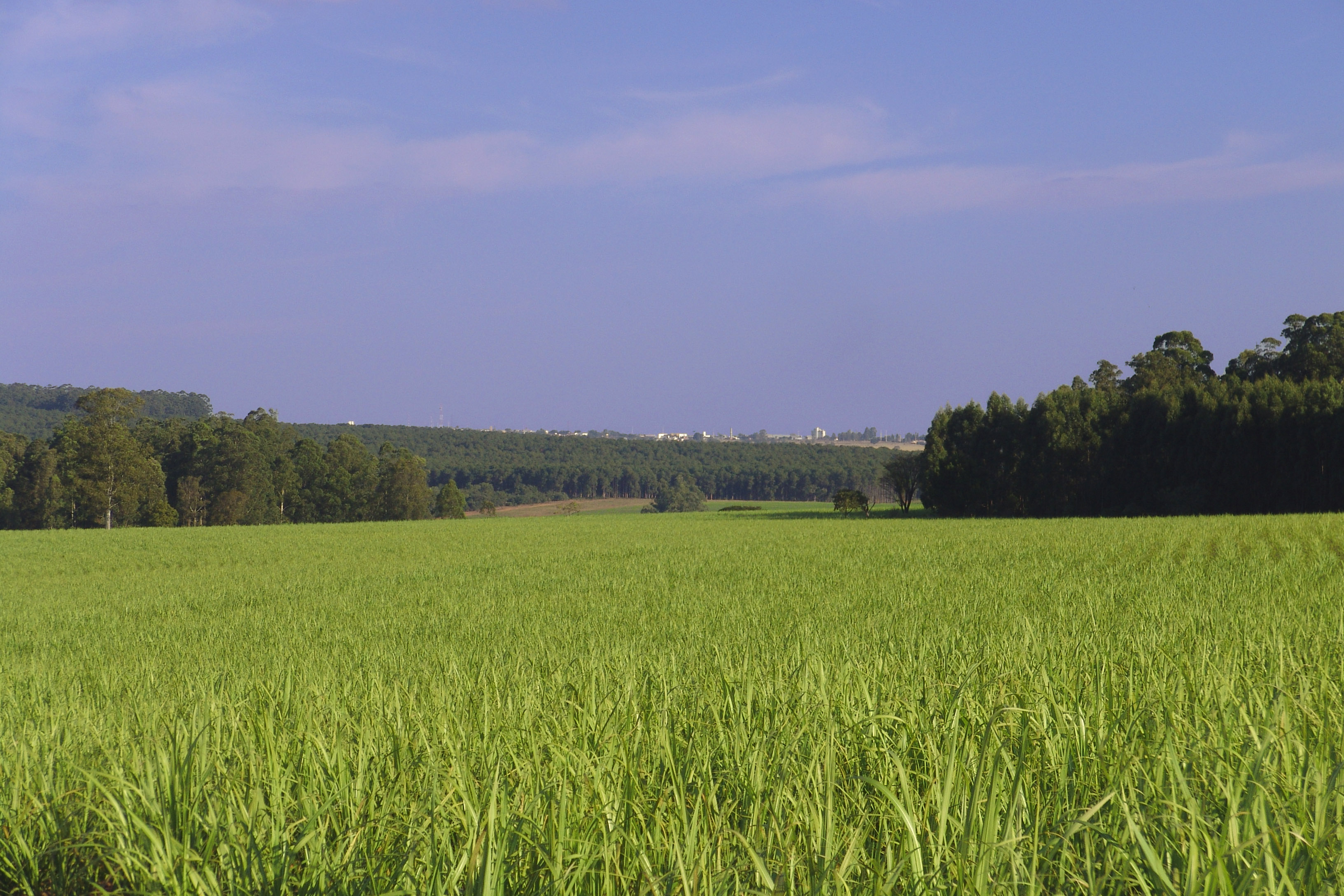
Suikerrietplantage in São Paulo. In 2018 was Brazilië met 746 miljoen ton de grootste producent ter wereld. Zuid-Amerika produceert de helft van het suikerriet in de wereld.

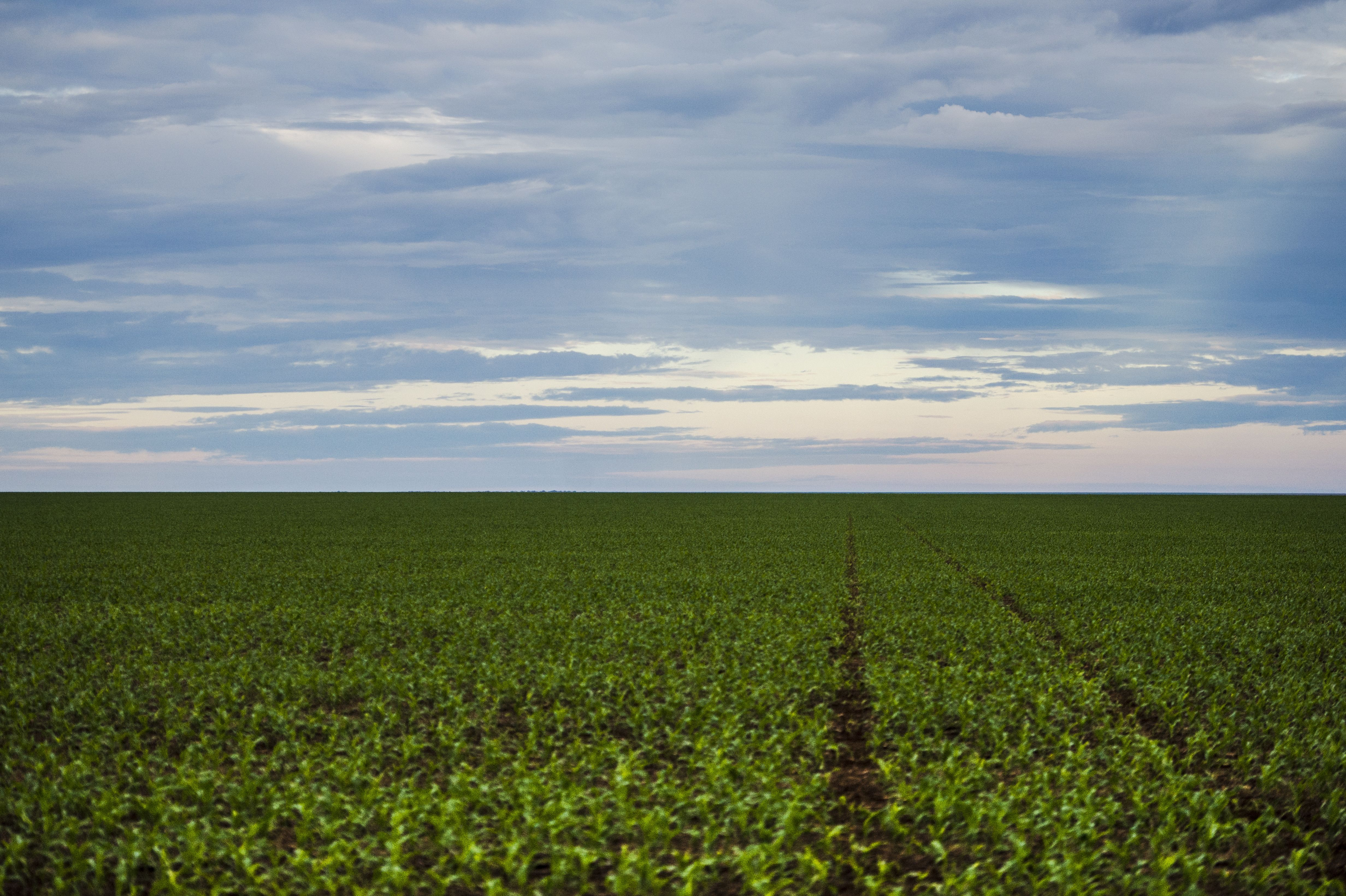
Soja-plantage in Mato Grosso. In 2020 was Brazilië met 130 miljoen ton de grootste producent ter wereld. Zuid-Amerika produceert de helft van alle sojabonen in de wereld.

De vier landen met de grootste landbouw in Zuid-Amerika zijn Brazilië, Argentinië, Chili en Colombia:
- Brazilië is 's werelds grootste producent van suikerriet, sojaboon, koffie, sinaasappel, guaraná, açaí en paranoot; is een van de vijf grootste producenten van maïs, papaja, tabak, ananas, banaan, katoen, gewone boon, kokosnoot, watermeloen en citroen; en is een van de 10 grootste producenten ter wereld van cacao, cashewnoot, avocado, kaki, mango, guave, rijst, sorghum en tomaat;
- Argentinië is een van de vijf grootste producenten ter wereld van sojaboon, maïs, zonnebloem, citroen en peer, een van 's werelds 10 grootste producenten van gerst, druif, artisjok, tabak en katoen en een van 's werelds 15 grootste producenten van tarwe, suikerriet, sorghum, en grapefruit;
- Chili is een van 's werelds top vijf producenten van kers en cranberry en een van 's werelds top 10 producenten van druif, appel, kiwi en perzik, gericht op de export van hoogwaardig fruit;
- Colombia is een van 's werelds vijf grootste producenten van koffie, avocado en palmolie, en een van 's werelds 10 grootste producenten van suikerriet, banaan en ananas;
- Peru is een van de vijf grootste producenten van avocado, bosbes, artisjok en asperge, een van 's werelds 10 grootste producenten van koffie, een van de 15 grootste producenten ter wereld van aardappel en ananas, en heeft ook een aanzienlijke productie van druif, suikerriet, rijst, banaan, maïs en maniok; de landbouw is opmerkelijk gediversifieerd;
- De landbouw in Paraguay is momenteel in ontwikkeling, momenteel de zesde grootste producent van sojaboon ter wereld en komt op de lijst van de 20 grootste producenten van maïs en suikerriet.[4]

### Vee

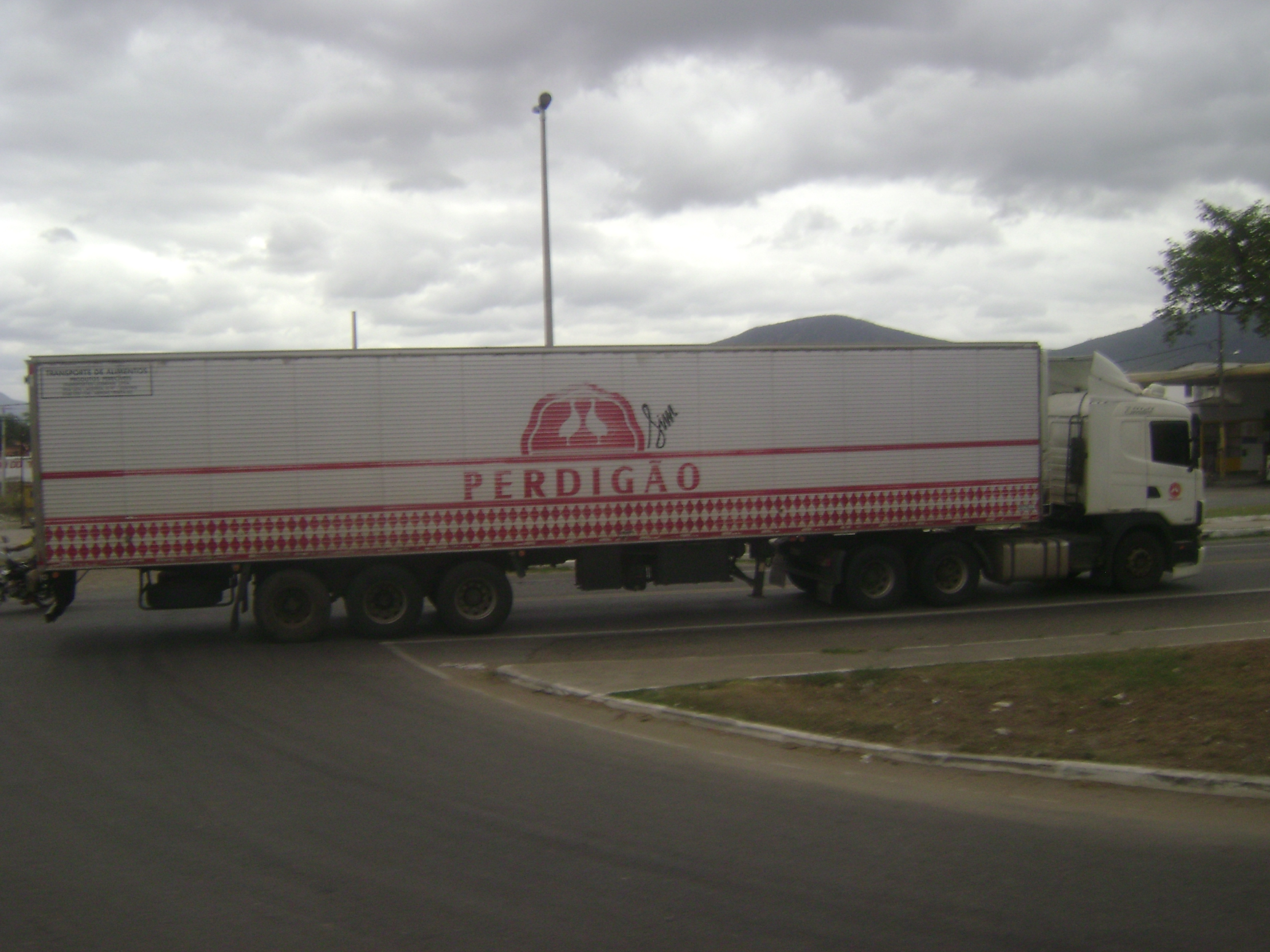
Vrachtwagen van een vleesbedrijf in Brazilië. Zuid-Amerika produceert 20% van 's werelds rundvlees en kip.

Brazilië is 's werelds grootste exporteur van kippenvlees: 3,77 miljoen ton in 2019. Het land is de eigenaar van de tweede kudde van het grootste vee ter wereld, 22,2% van de wereldkudde. Het land was de op een na grootste producent van rundvlees in 2019, verantwoordelijk voor 15,4% van de wereldproductie. Het was ook de derde grootste producent van melk ter wereld in 2018. Dit jaar produceerde het land 35,1 miljard liter. In 2019 was Brazilië de vierde grootste producent van varkensvlees ter wereld, met bijna 4 miljoen ton.
In 2018 was Argentinië de vierde grootste producent van rundvlees ter wereld, met een productie van 3 miljoen ton (na alleen de Verenigde Staten, Brazilië en China). Uruguay is ook een grote vleesproducent. In 2018 produceerde het 589.000 ton rundvlees.
Bij de productie van kippenvlees behoort Argentinië tot de 15 grootste producenten ter wereld en Peru en Colombia tot de 20 grootste. Bij de productie van rundvlees is Colombia een van de 20 grootste producenten ter wereld. Bij de productie van honing behoort Argentinië tot de vijf grootste producenten ter wereld en Brazilië bij de 15 grootste. In termen van productie van koemelk, behoort Argentinië tot de 20 grootste producenten ter wereld.

### Mijnbouw

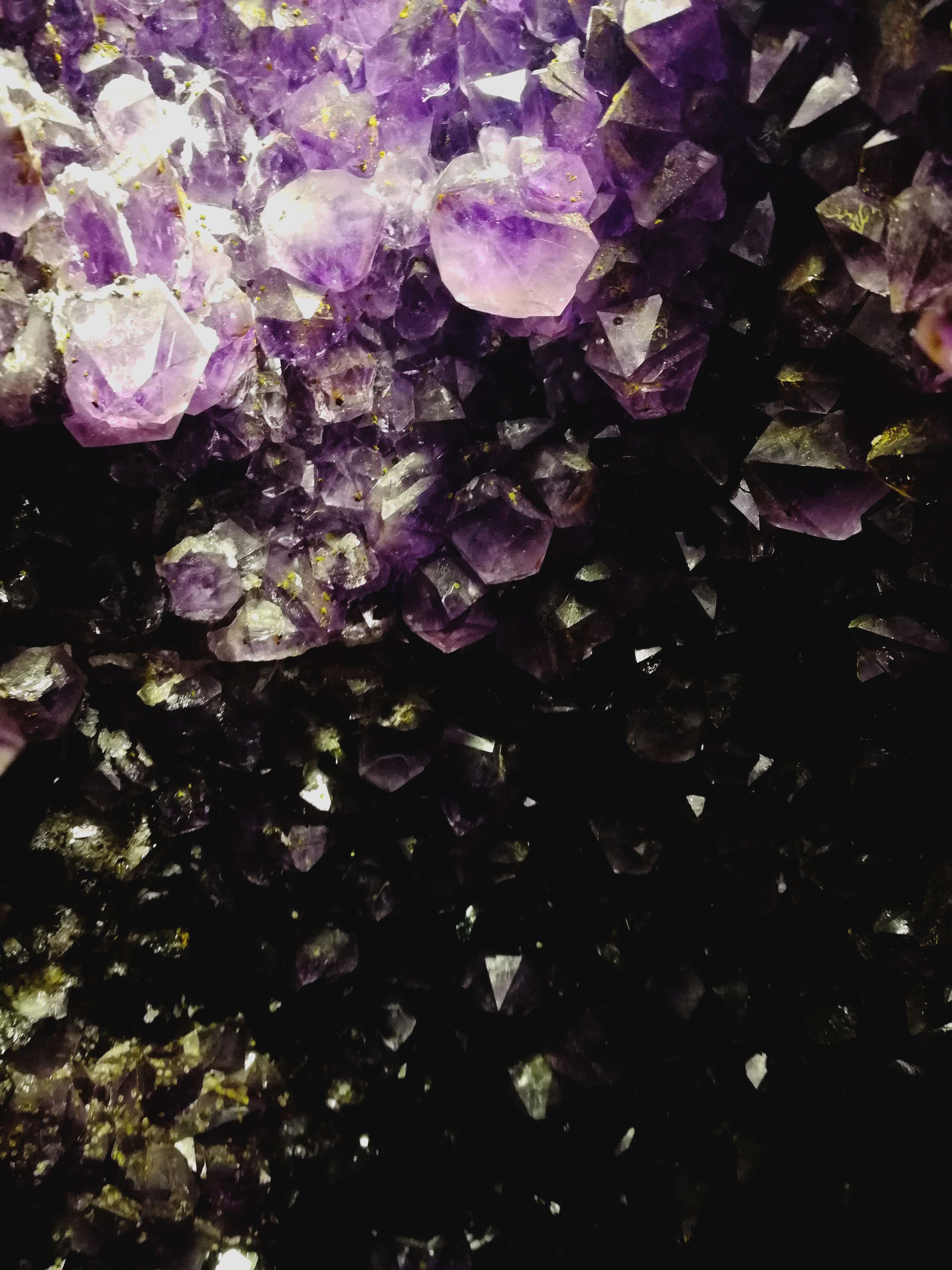
Amethistmijn in Ametista do Sul. Zuid-Amerika is een belangrijke producent van edelstenen zoals amethist, topaas, smaragd, aquamarijn en toermalijn

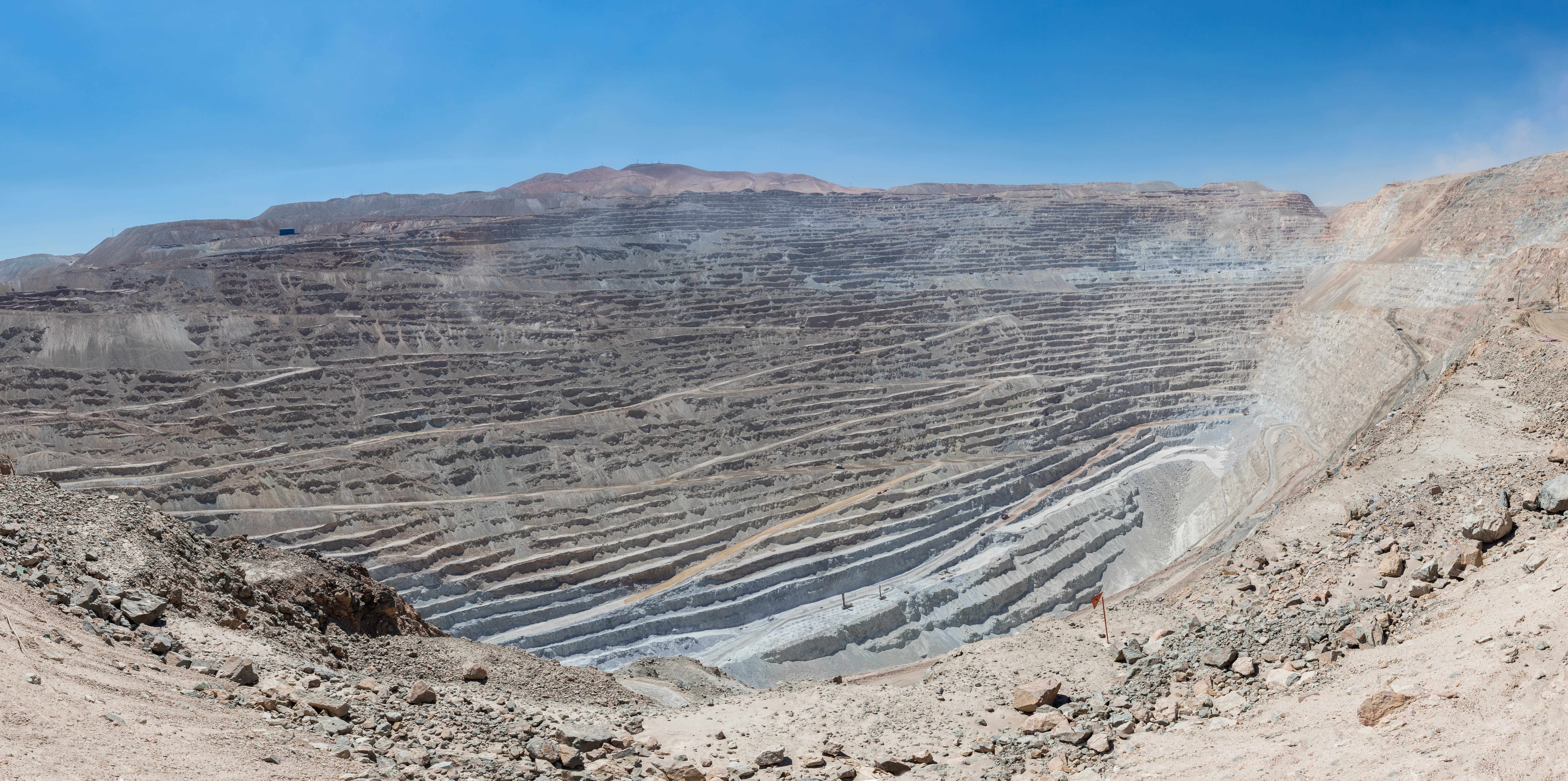
Kopermijn in Chili. Zuid-Amerika produceert meer dan de helft van het koper in de wereld

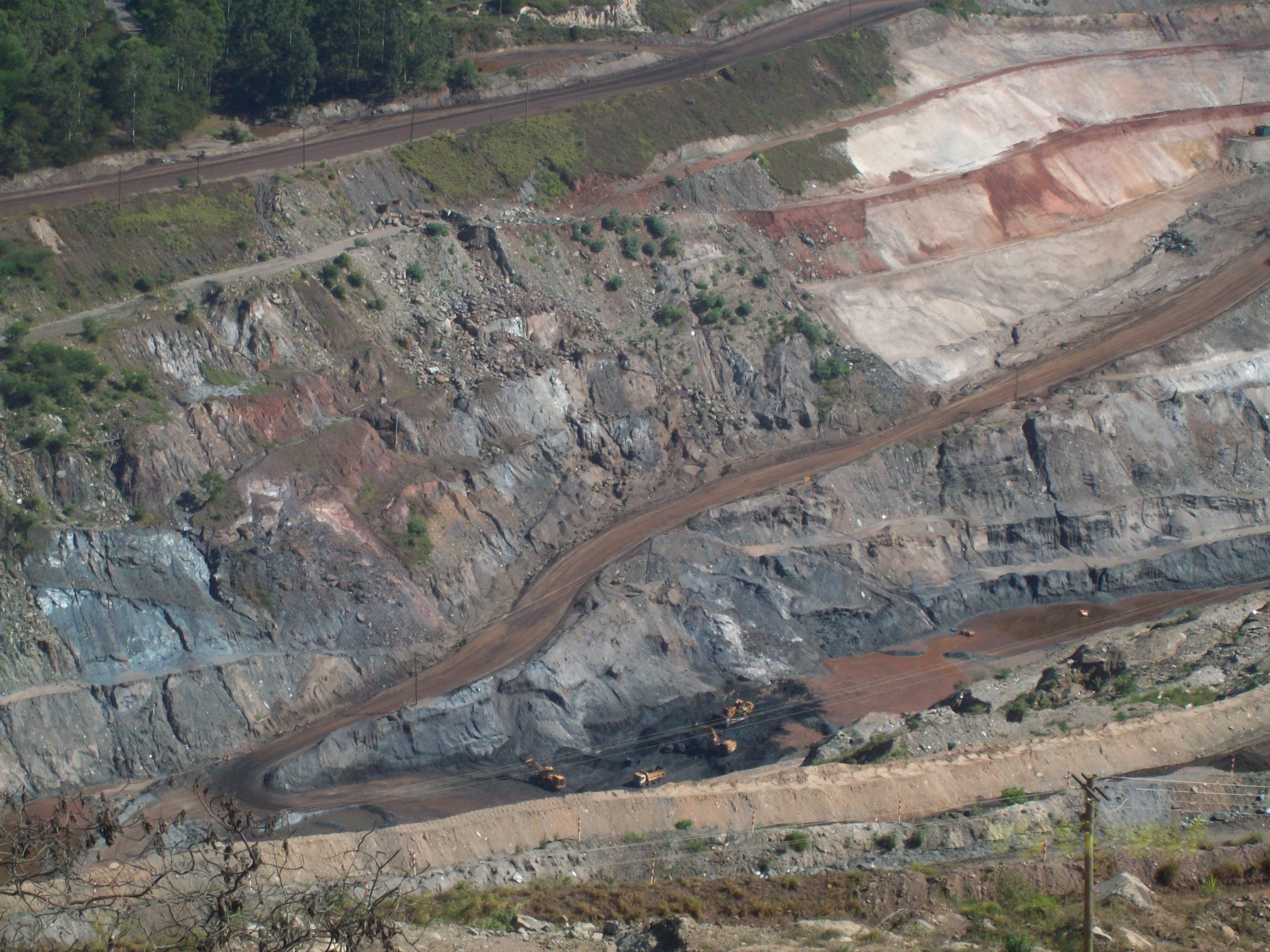
IJzermijn in Minas Gerais. Brazilië is de op een na grootste exporteur van ijzererts ter wereld.

Chili draagt ongeveer een derde bij aan de wereldproductie van koper. In 2018 was Peru de op een na grootste producent van zilver en koper ter wereld en de zesde producent van goud (de drie metalen die de meeste waarde genereren), evenals zijnde 's werelds derde grootste producent van zink en tin en vierde van lood. Brazilië is 's werelds tweede grootste exporteur van ijzererts, bezit 98% van de bekende reserves van niobium in de wereld en is een van 's werelds top vijf producenten van bauxiet, mangaan en tin. Bolivia is 's werelds vijfde grootste producent van tin, de zevende grootste zilver producent en de achtste grootste zink producent ter wereld.

### Olie en gas
Bij de productie van aardolie was Brazilië in 2019 de tiende olieproducent ter wereld, met 2,8 miljoen vaten / dag. Op de eenentwintigste plaats Venezuela, met 877 duizend vaten / dag, Colombia op de 22e met 886 duizend vaten / dag, Ecuador op de 28e met 531 duizend vaten / dag en Argentinië. 29 met 507 duizend vaten / dag. Aangezien Venezuela en Ecuador weinig olie verbruiken en het grootste deel van hun productie exporteren, maken ze deel uit van OPEC. Venezuela registreerde een scherpe daling van de productie na 2015 (waar het 2,5 miljoen vaten / dag produceerde), in 2016 gedaald tot 2,2 miljoen, in 2017 tot 2 miljoen, in 2018 tot 1,4 miljoen en in 2019 tot 877 duizend, door gebrek aan investeringen.
Bij de productie van aardgas produceerde Argentinië in 2018 1.524 bcf (miljard kubieke voet), Venezuela 946, Brazilië 877, Bolivia 617, Peru 451, Colombia 379.

### Industrieën

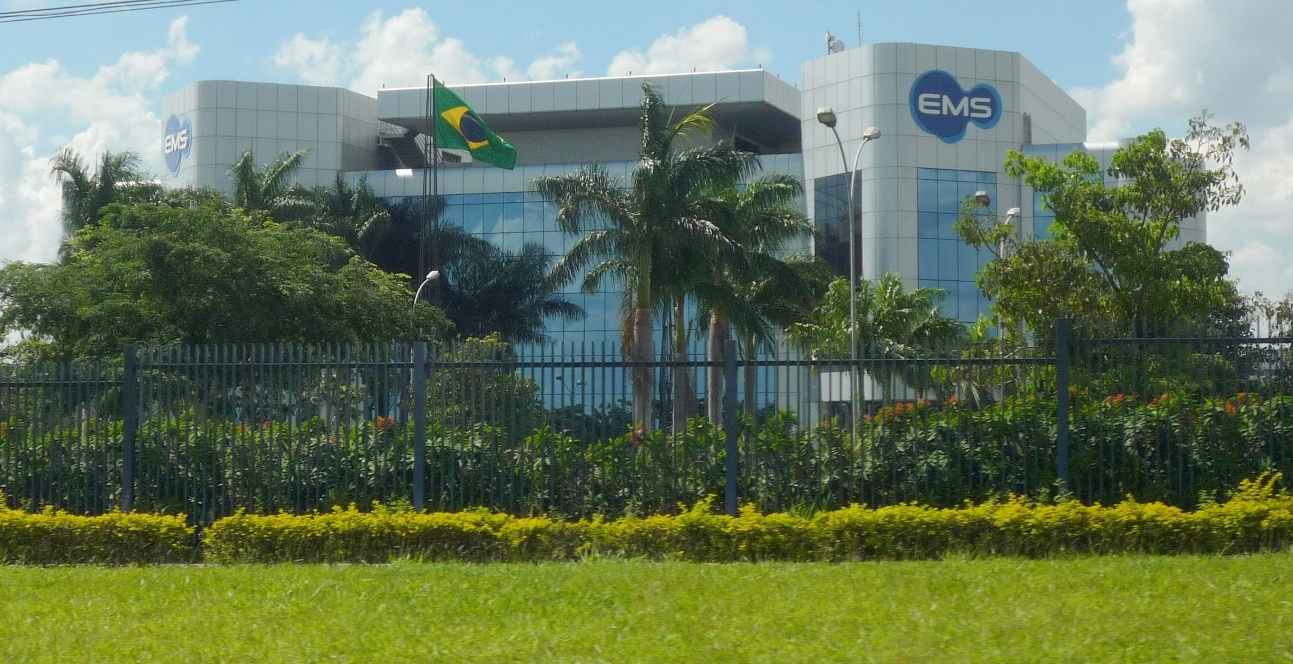
EMS, de grootste Braziliaanse farmaceutische industrie

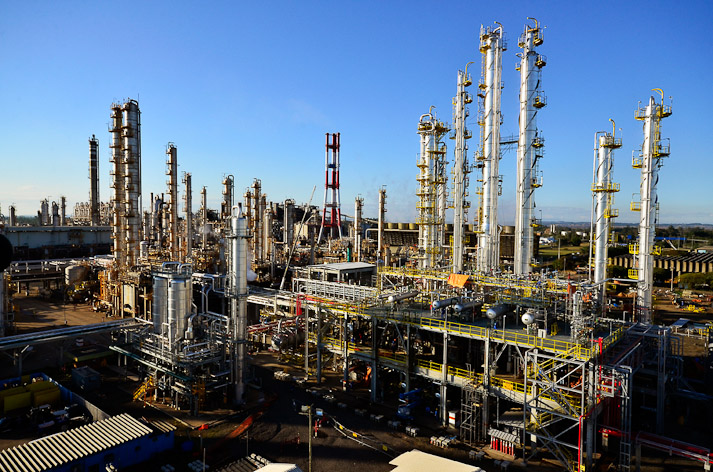
Braskem, de grootste Braziliaanse chemische industrie

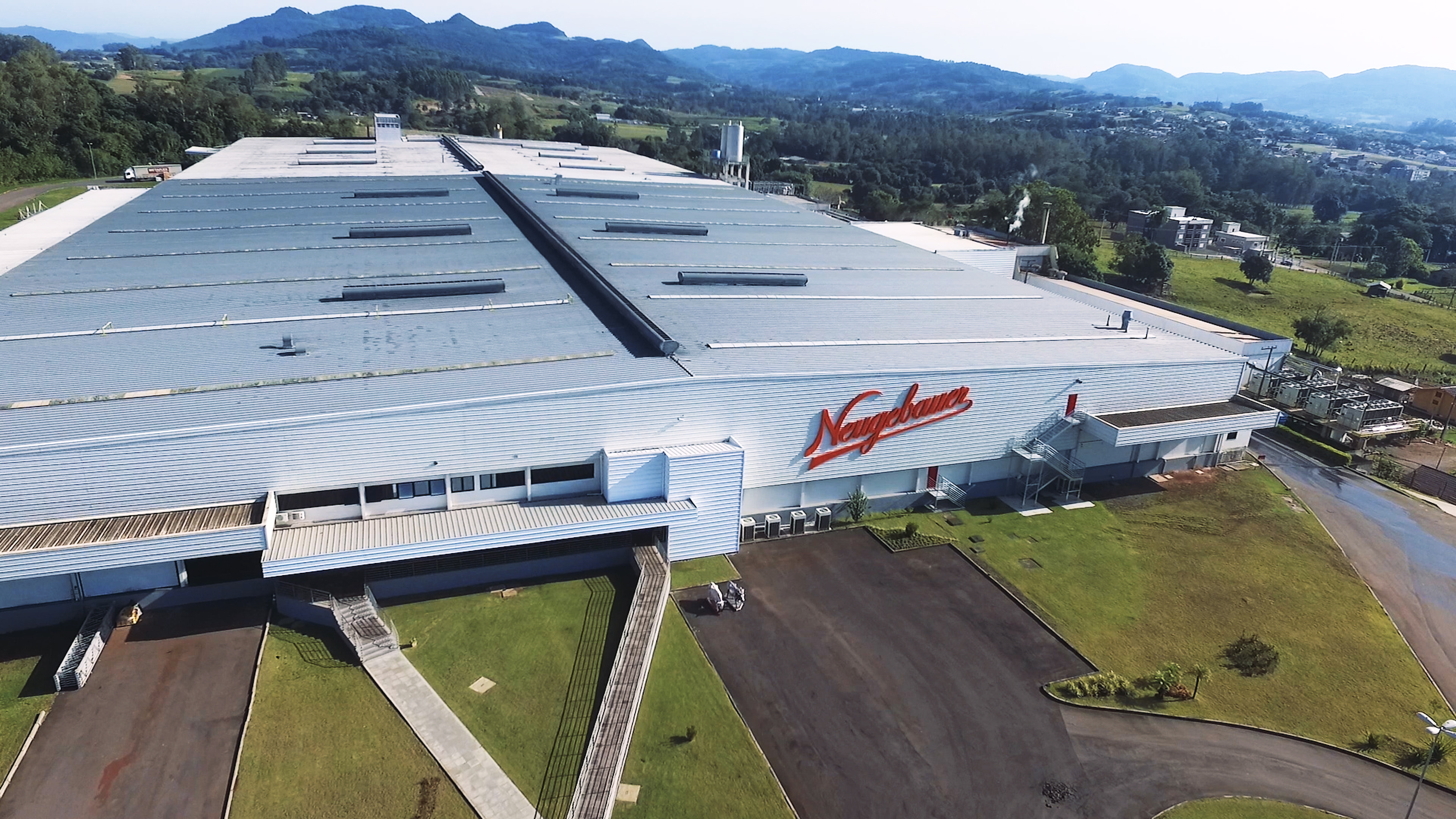
Neugebauer chocoladefabriek in Arroio do Meio. Zuid-Amerika is gespecialiseerd in voedselverwerking

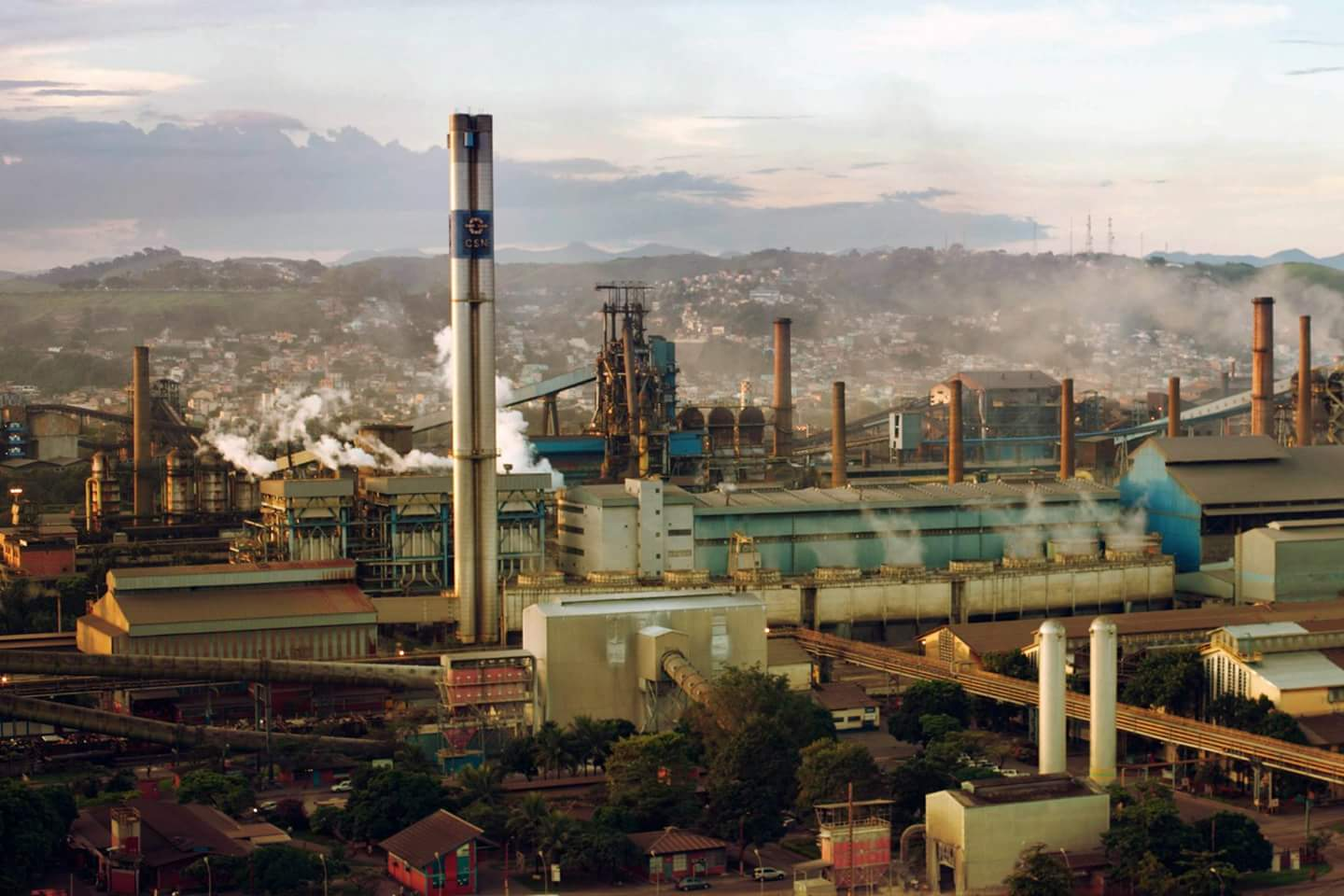
Staalindustrie CSN, in Volta Redonda. Brazilië is een van de 10 grootste staalproducenten ter wereld en Argentinië een van de 30 grootste

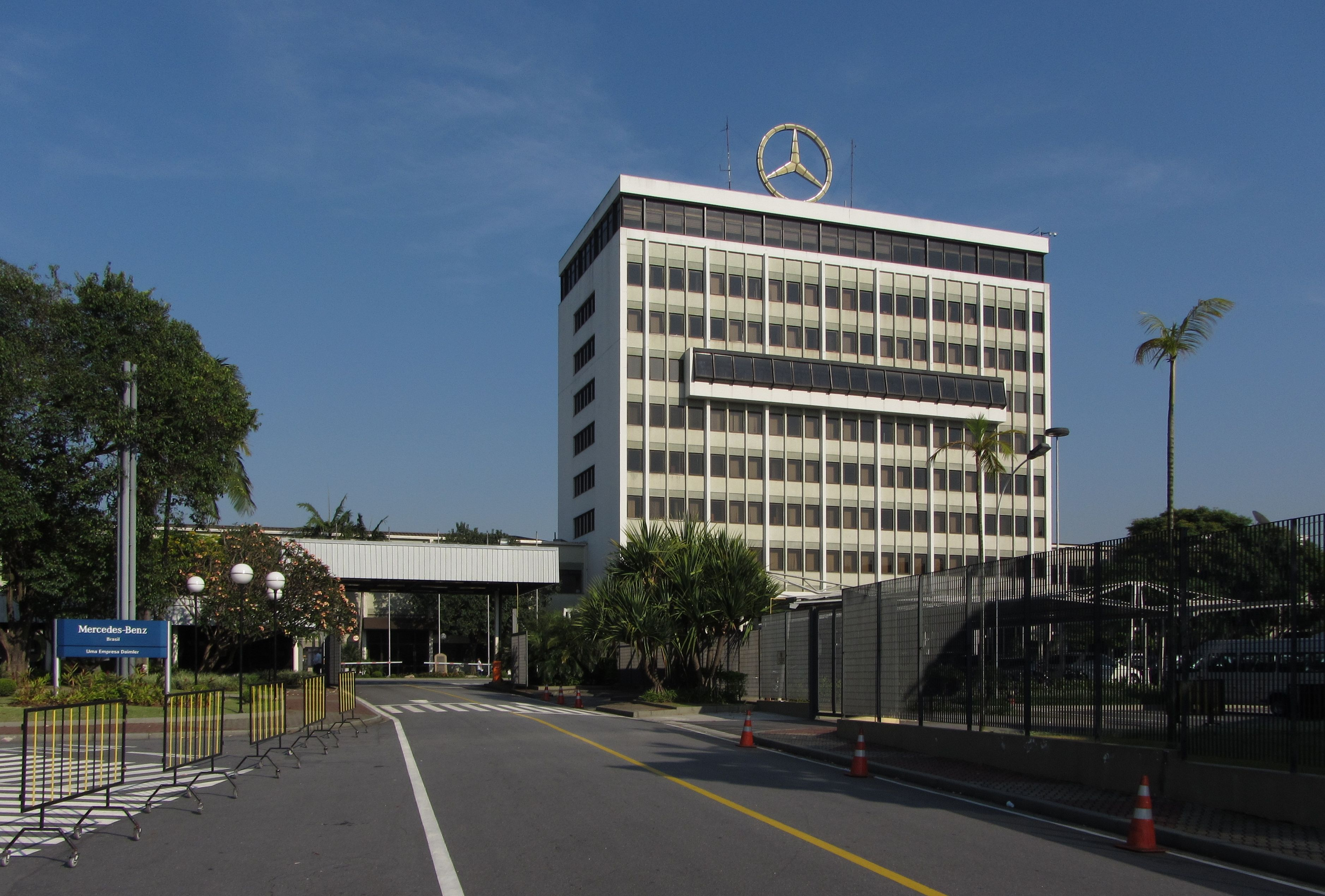
Mercedes-Benz-fabriek in São Paulo. Mexico en Brazilië behoren tot de 10 grootste autofabrikanten ter wereld en Argentinië tot de 30 grootste.

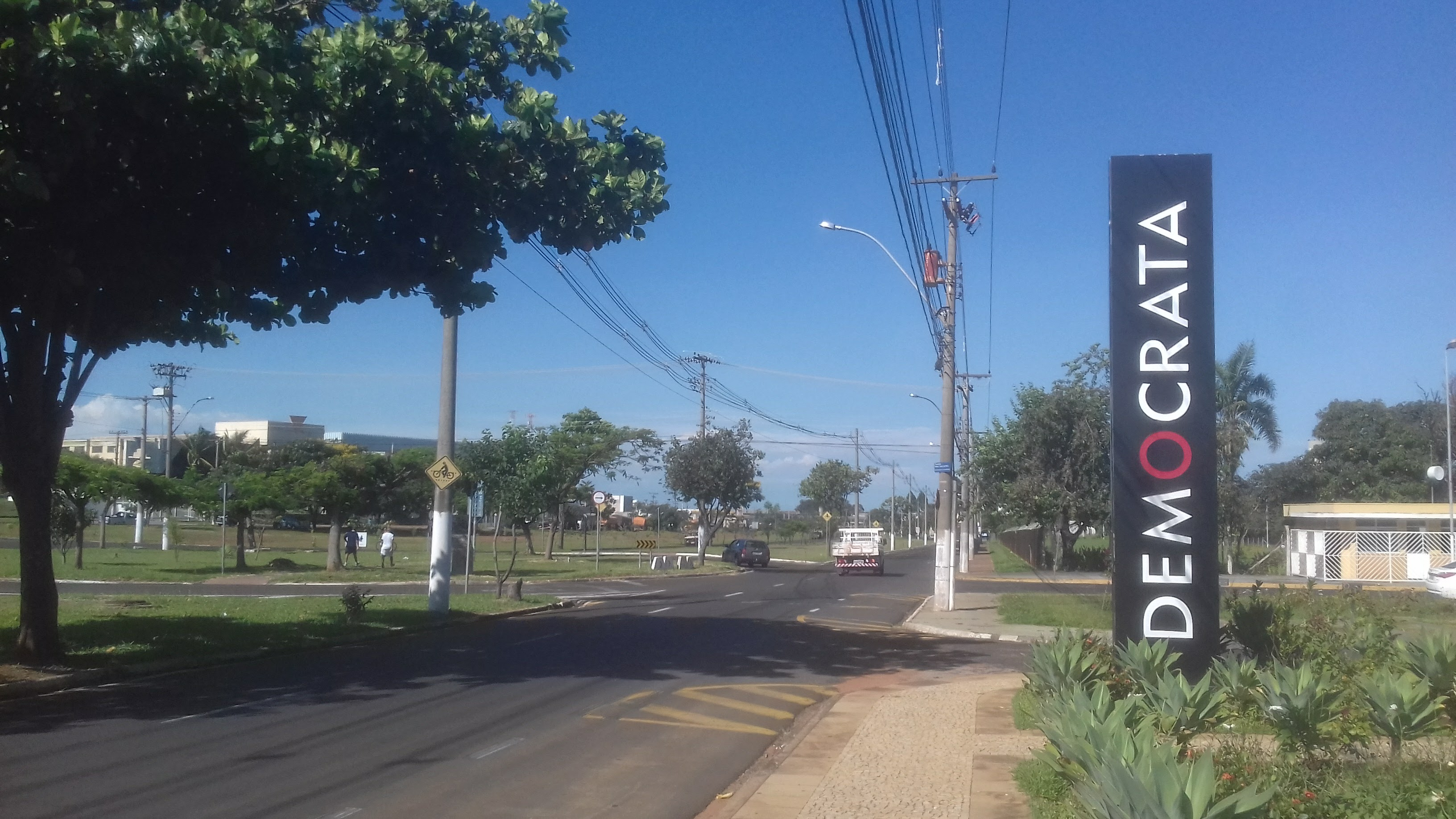
Portiek van de Democrata herenschoenenfabriek, in Franca. Brazilië is de vierde grootste schoenenfabrikant ter wereld

De Wereldbank geeft elk jaar een lijst van de belangrijkste producerende landen op basis van de totale productiewaarde. Volgens de lijst van 2019 heeft Brazilië de dertiende meest waardevolle industrie ter wereld ($ 173,6 miljard), Venezuela de dertigste ($ 58,2 miljard, wat voor deze waarde afhankelijk is van olie), Argentinië 31 de grootste ($ 57,7 miljard), Colombia de 46 grootste ($ 35,4 miljard), Peru de 50 grootste ($ 28,7 miljard) en Chili de 51 grootste ($ 28,3 miljard).
In Zuid-Amerika krijgen maar weinig landen een projectie op het gebied van industriële activiteit: Brazilië, Argentinië en, minder opvallend, Chili.De industrialisatie van deze landen begon laat te beginnen en kreeg een grote impuls van de Tweede Wereldoorlog: dit belette de strijdende landen om de producten te kopen die ze gebruikten om te importeren en exporteren wat ze produceerden. Door te profiteren van de overvloedige lokale grondstoffen, lage lonen die aan de beroepsbevolking worden betaald en een zekere specialisatie van immigranten, konden landen als Brazilië en Argentinië, maar ook Venezuela, Chili, Colombia en Peru, grote industrieparken realiseren. Over het algemeen zijn er in deze landen industrieën die weinig kapitaal en eenvoudige technologie nodig hebben voor hun installatie, zoals de voedsel- en textielindustrie. De basisindustrieën (staal, enz.), Evenals de metallurgische en mechanische industrieën vallen ook op.
De industrieparken van Brazilië, Argentinië en Chili vertonen echter een veel grotere diversiteit en verfijning en produceren geavanceerde technologische producten. In de rest van de landen van Zuid-Amerika industrieën die primaire producten verwerken voor de export hebben de overhand.
Brazilië is de industriële leider in Zuid-Amerika. In voedingsindustrie was Brazilië in 2019 de op een na grootste exporteur van bewerkte voedingsmiddelen ter wereld. In 2016 was het land de 2e producent van cellulose ter wereld en de 8e producent van papier. In de schoenen industrie, in 2019 stond Brazilië op de 4e plaats van de wereldproducenten. In 2019, het land was de 8e producent van voertuigen en de 9e producent van staal in de wereld. In 2018 stond de chemische industrie van Brazilië op de 8e plaats in de wereld. In Textielindustrie is Brazilië, hoewel het in 2013 een van de vijf grootste producenten ter wereld was, slecht geïntegreerd in de wereldhandel. In de luchtvaartsector Brazilië heeft Embraer, de derde grootste vliegtuigfabrikant ter wereld, achter alleen Boeing en Airbus.

### Toerisme
In de lijst van toeristische bestemmingen ter wereld was Argentinië in 2018 het 47e meest bezochte land, met 6,9 miljoen internationale toeristen (en inkomsten van 5,5 miljard dollar); Brazilië was de 48e meest bezochte met 6,6 miljoen toeristen (en een omzet van 5,9 miljard dollar); Chili op de 53e plaats met 5,7 miljoen toeristen (en een inkomen van 2,9 miljard dollar); Peru op positie 60 met 4,4 miljoen toeristen (en een inkomen van 3,9 miljard dollar); Colombia 65e met 3,8 miljoen toeristen (en inkomsten van 5,5 miljard dollar); Uruguay 69e met 3,4 miljoen toeristen (en een inkomen van 2,3 miljard dollar). Merk op dat het aantal toeristen niet altijd het geldbedrag weerspiegelt dat het land uit het toerisme ontvangt. Sommige landen spelen een hoger niveau van toerisme, waardoor ze meer voordelen behalen. Het toerisme in Zuid-Amerika is nog steeds niet erg ontwikkeld: in Europa krijgen landen bijvoorbeeld jaarlijkse toerismewaarden zoals 73,7 miljard dollar (Spanje), ontvangen 82,7 miljoen toeristen of 67,3 miljard dollar (Frankrijk) die 89,4 miljoen toeristen ontvangen. Terwijl Europa in 2018 710 miljoen toeristen ontving, Azië 347 miljoen en Noord-Amerika 142,2 miljoen, Zuid-Amerika slechts 37 miljoen, Midden-Amerika 10,8 miljoen en het Caribisch gebied 25,7 miljoen.

## Galerij

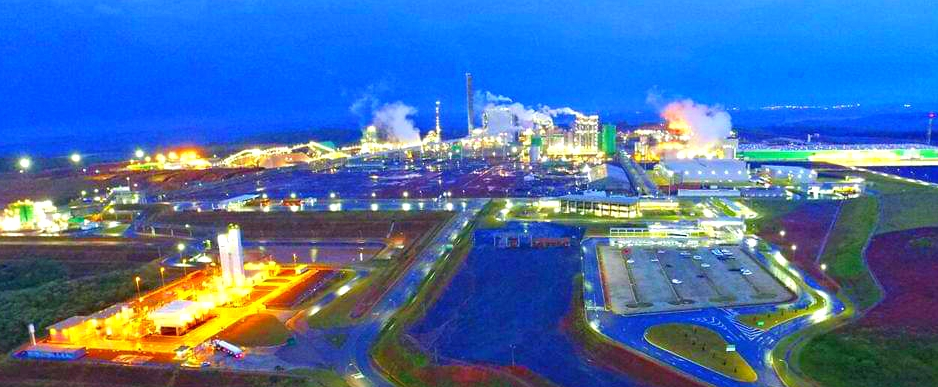
Klabin Industrieel Complex, in Ortigueira. Brazilië is de op een na grootste pulpproducent en de achtste papierproducent ter wereld
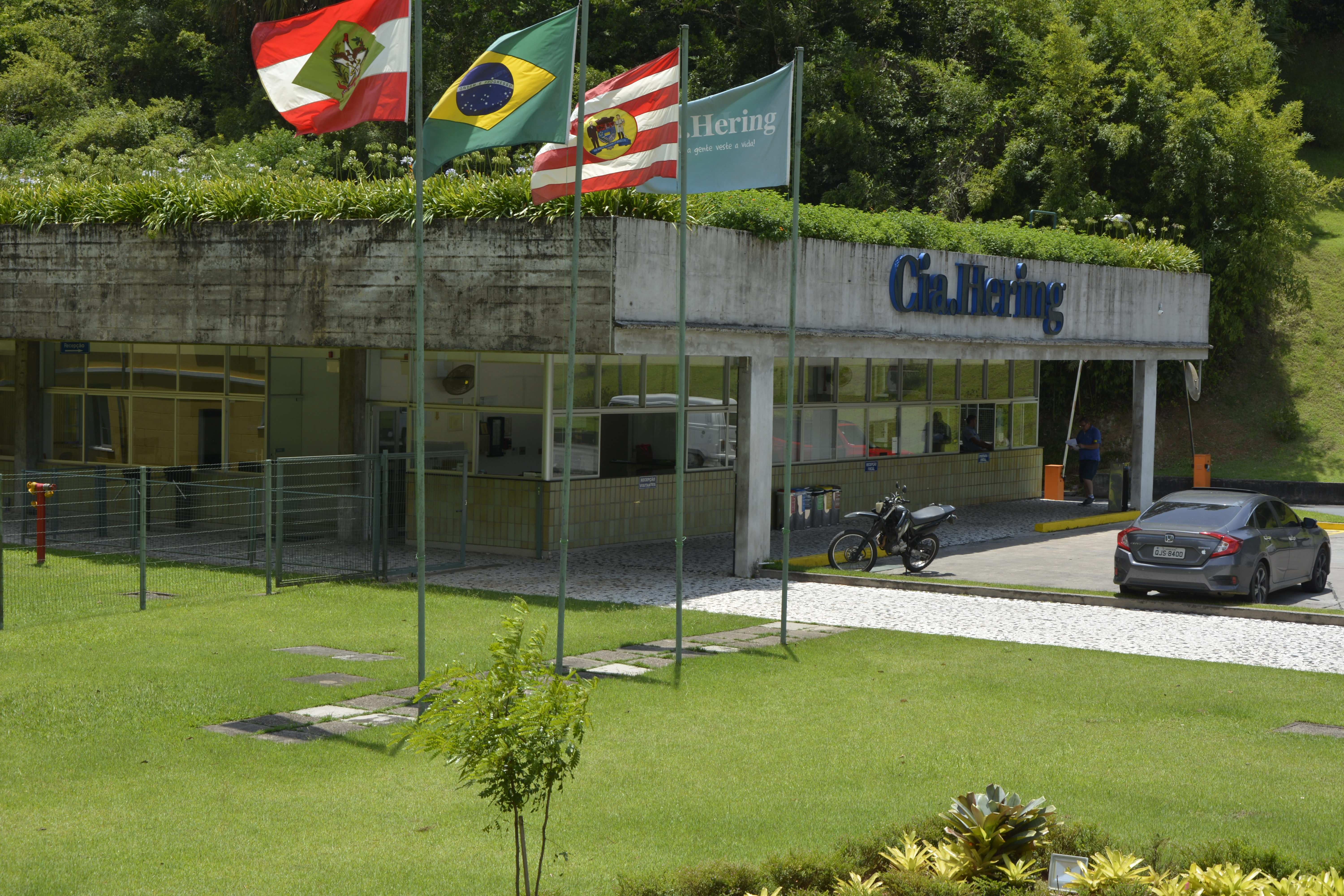
Hering, in Santa Catarina, Brazilië. Het land heeft een van de vijf grootste textielindustrieën ter wereld.
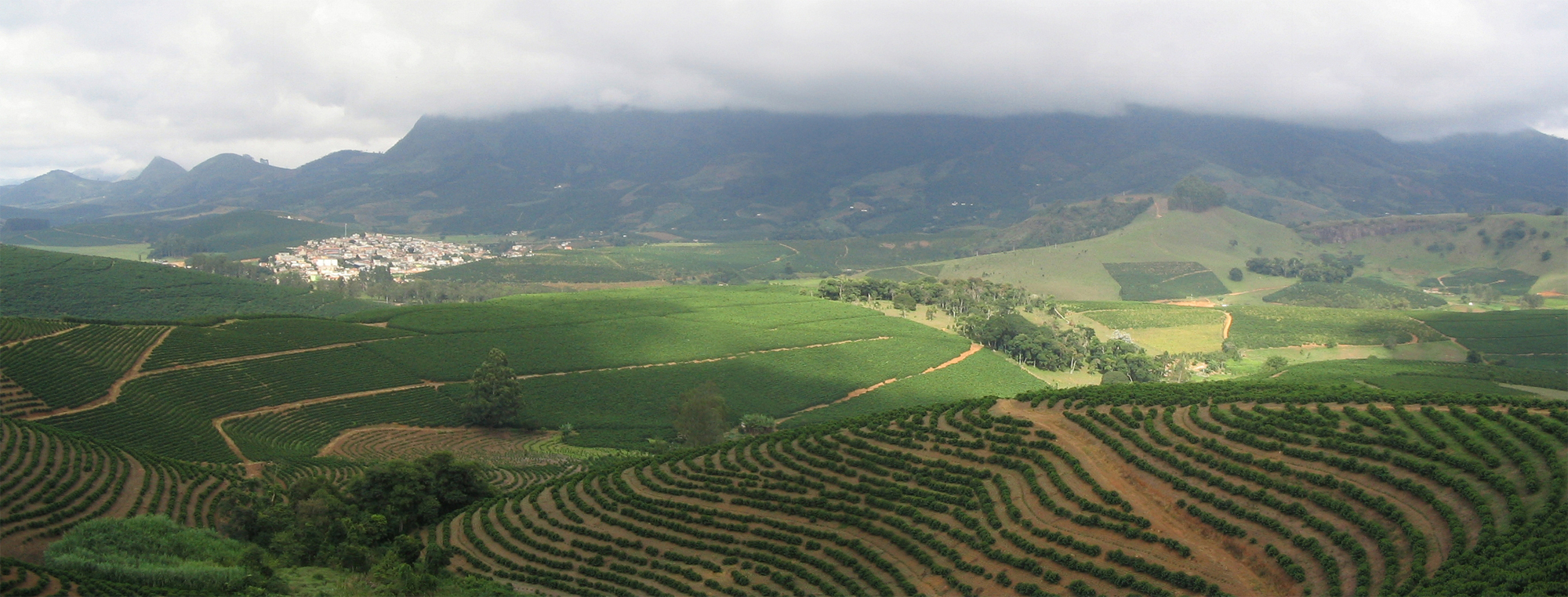
Koffie in Minas Gerais. In 2018 was Brazilië de grootste producent ter wereld, met 3,5 miljoen ton. Zuid-Amerika produceert de helft van de koffie in de wereld.
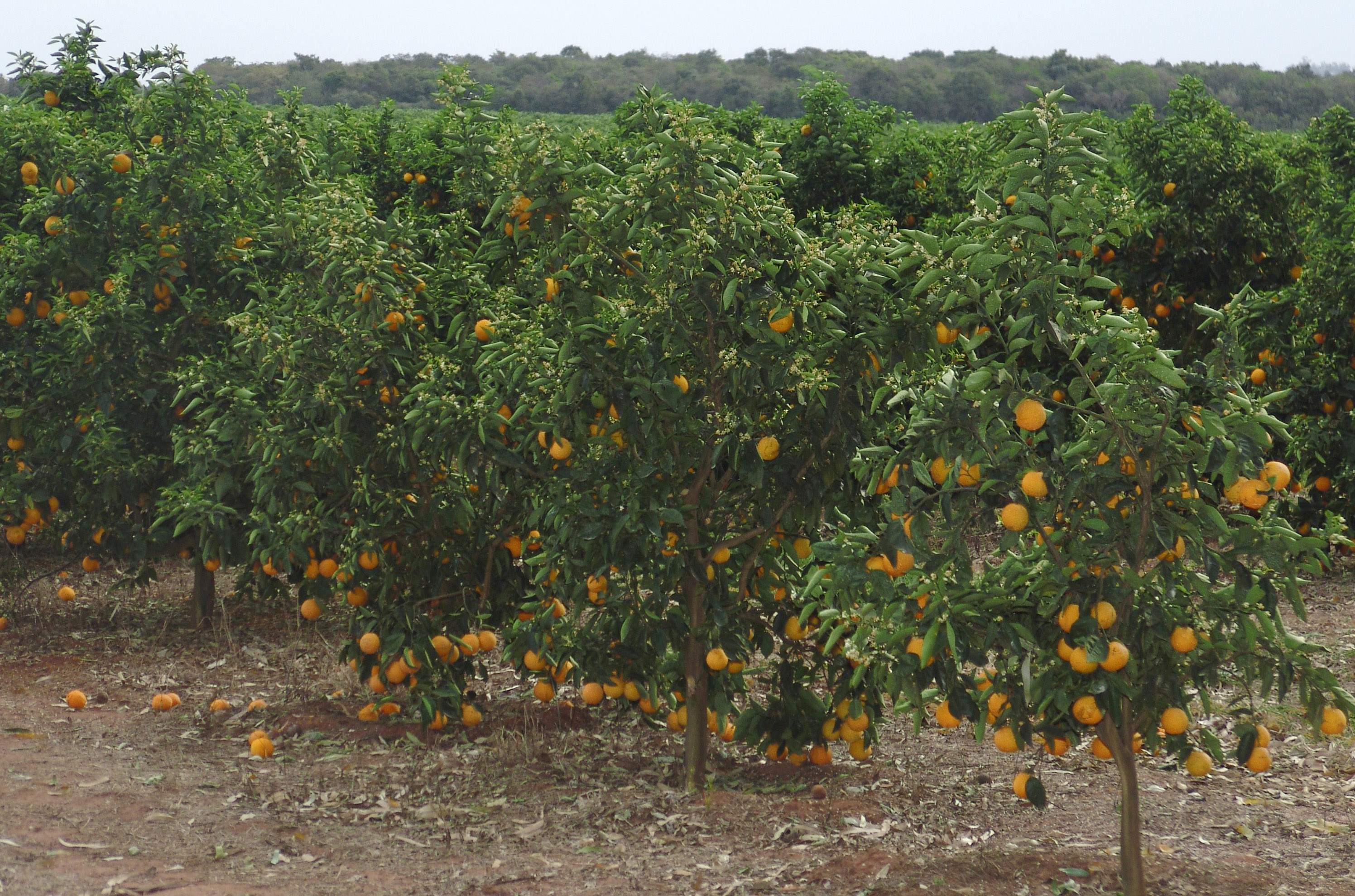
Sinaasappel in São Paulo. In 2018 was Brazilië met 17 miljoen ton de grootste producent ter wereld. Zuid-Amerika produceert 25% van de sinaasappelen in de wereld.
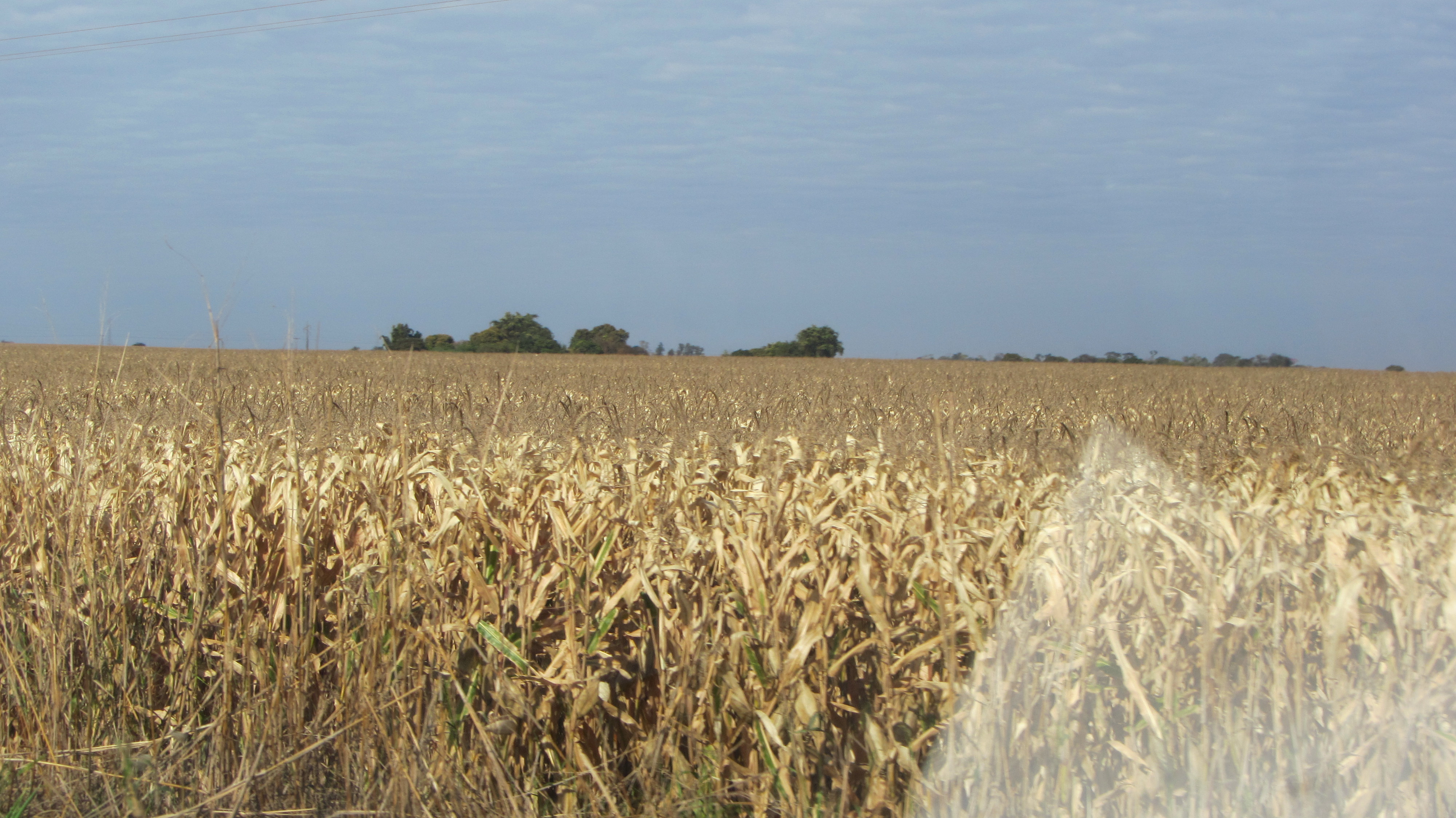
Maïs in Dourados. Brazilië en Argentinië behoren tot de vijf grootste producenten ter wereld.
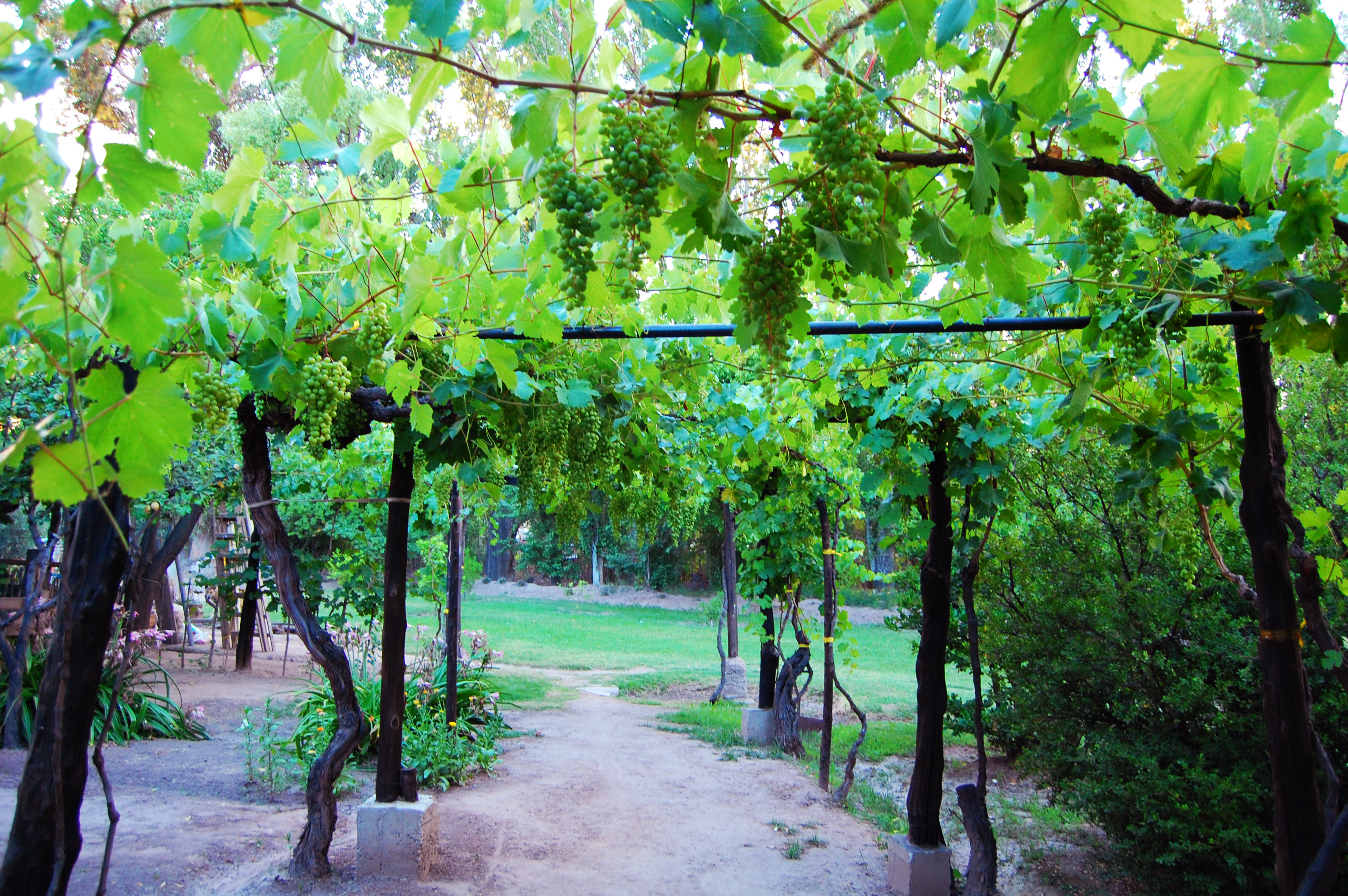
Druivenplantage in Argentinië. Argentinië en Chili behoren tot de 10 grootste producenten van druiven en wijn ter wereld, en Brazilië behoort tot de 20 grootste.
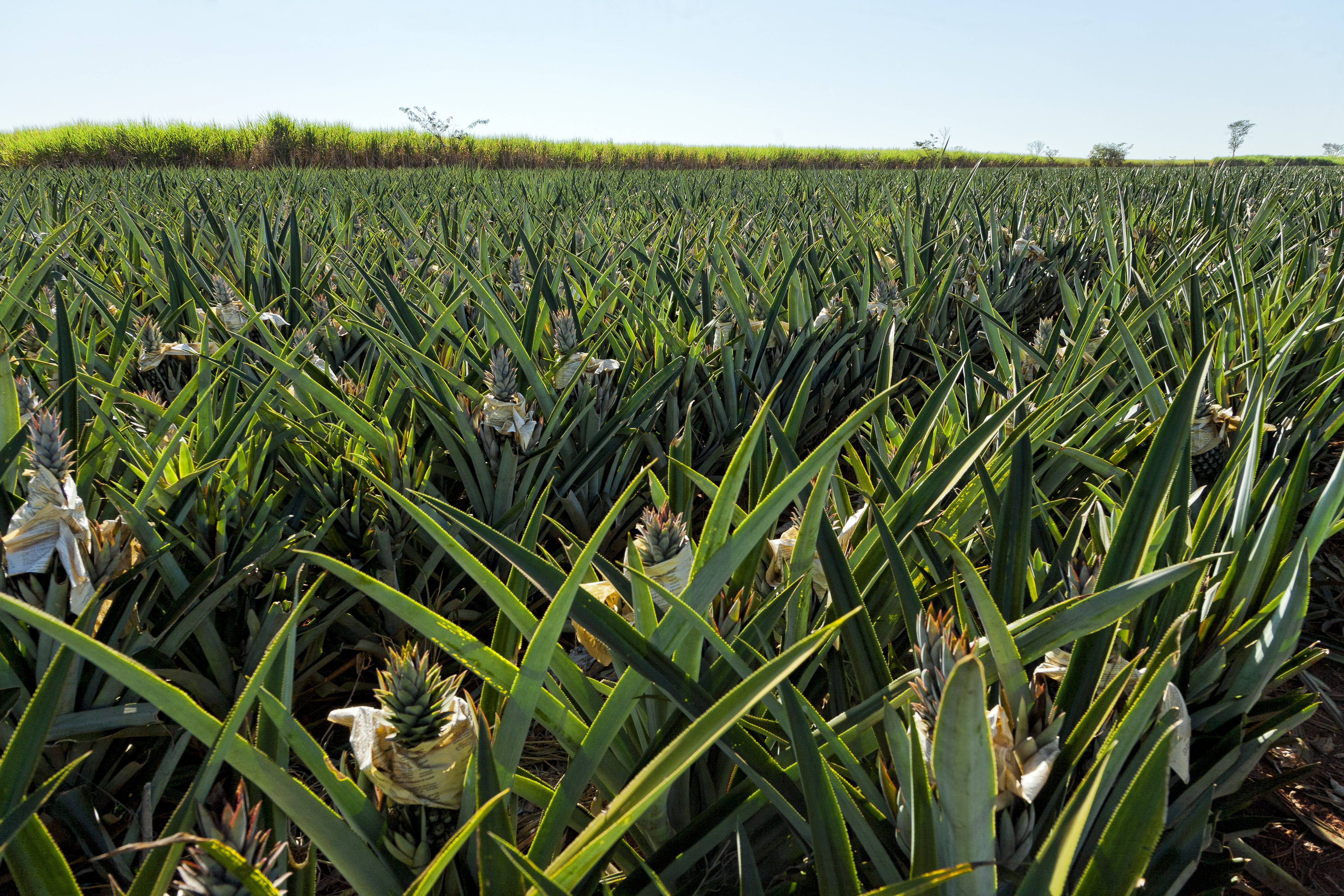
Ananas in Brazilië. Het land is de op twee na grootste producent ter wereld. Zuid-Amerika produceert bijna 20% van de ananas in de wereld.
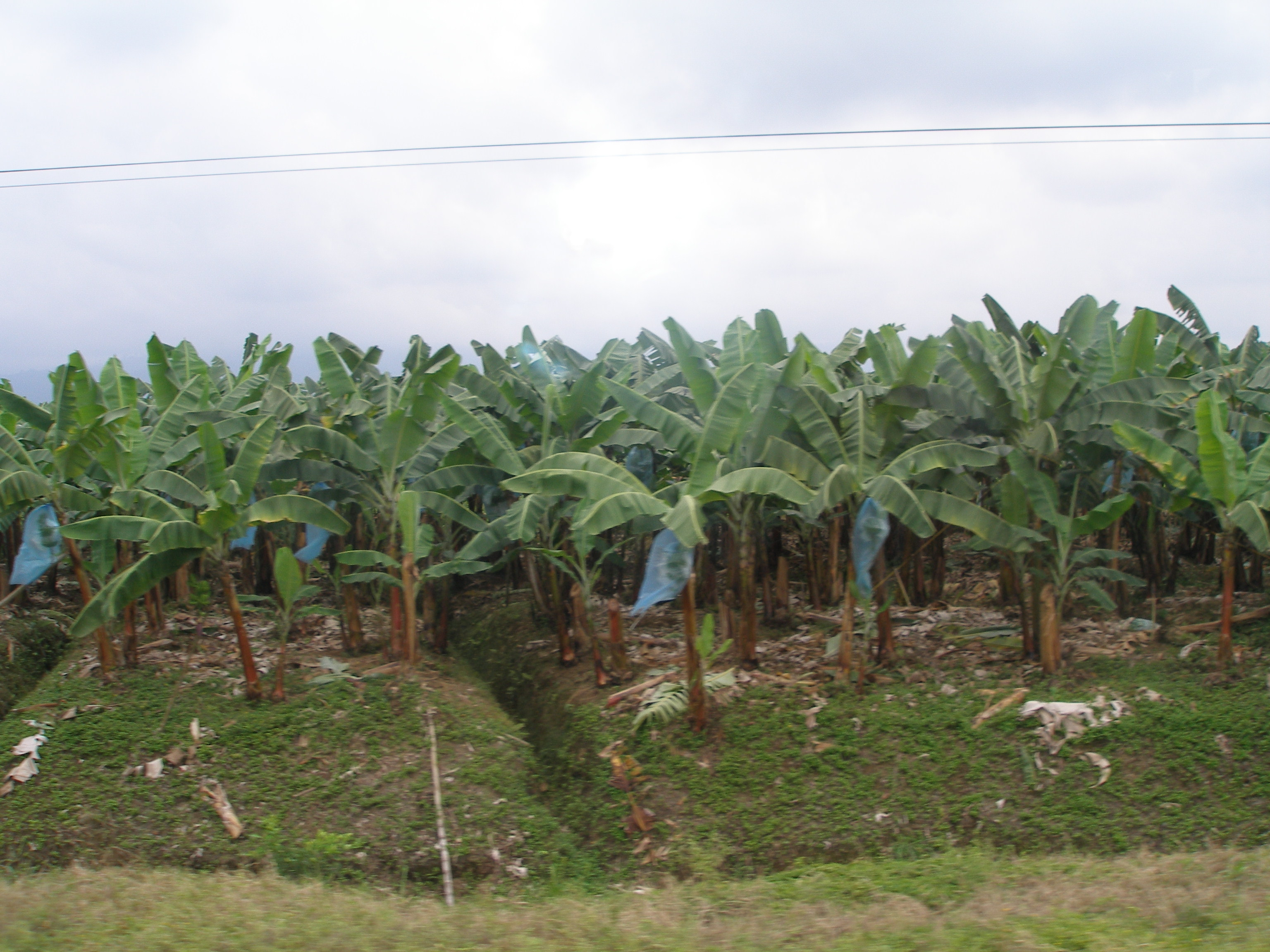
Banaan in Ecuador. Het land is de grootste bananenexporteur ter wereld. Zuid-Amerika produceert ongeveer 20% van de bananen in de wereld
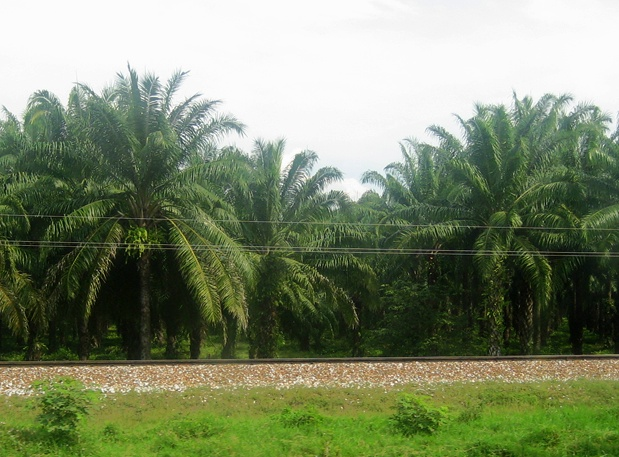
Palmplantage in Magdalena, Colombia. Het land is een van de vijf grootste producenten van palmolie ter wereld.
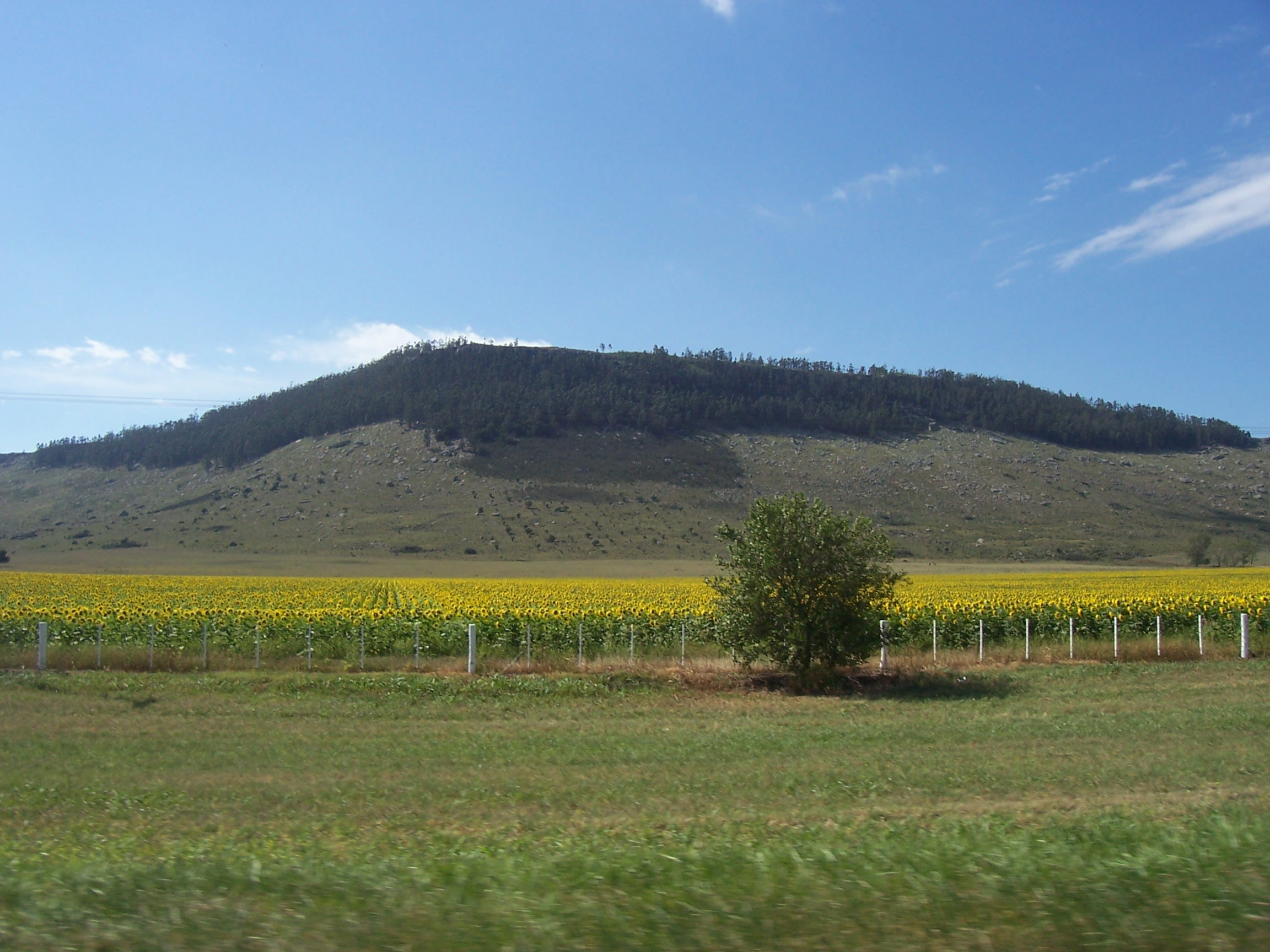
Zonnebloemplantage in Argentinië. Het land is 's werelds derde grootste producent van zonnebloempitten
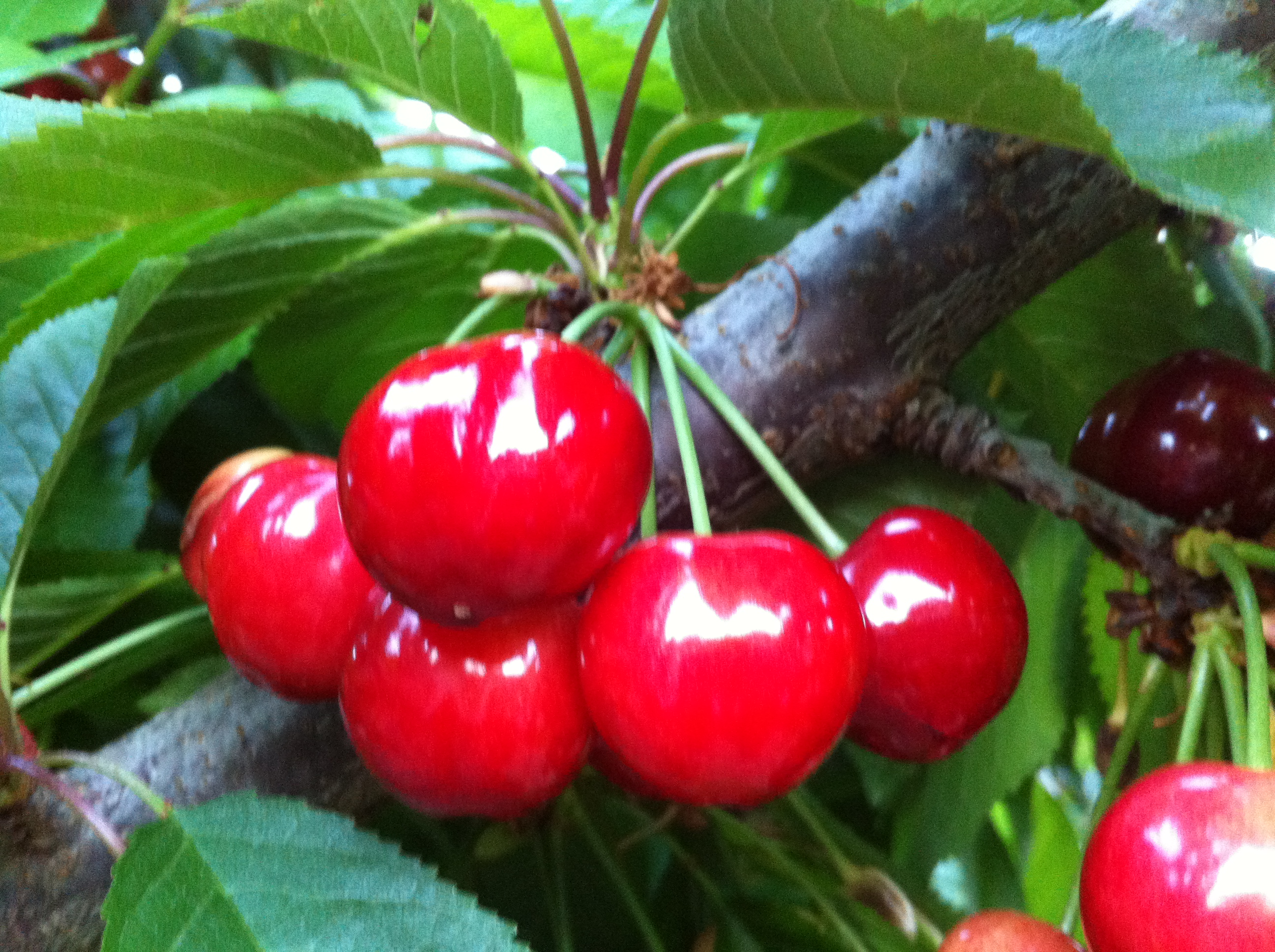
Chileense kersen. Chili behoort tot de top vijf van zoete kersenproducenten ter wereld.
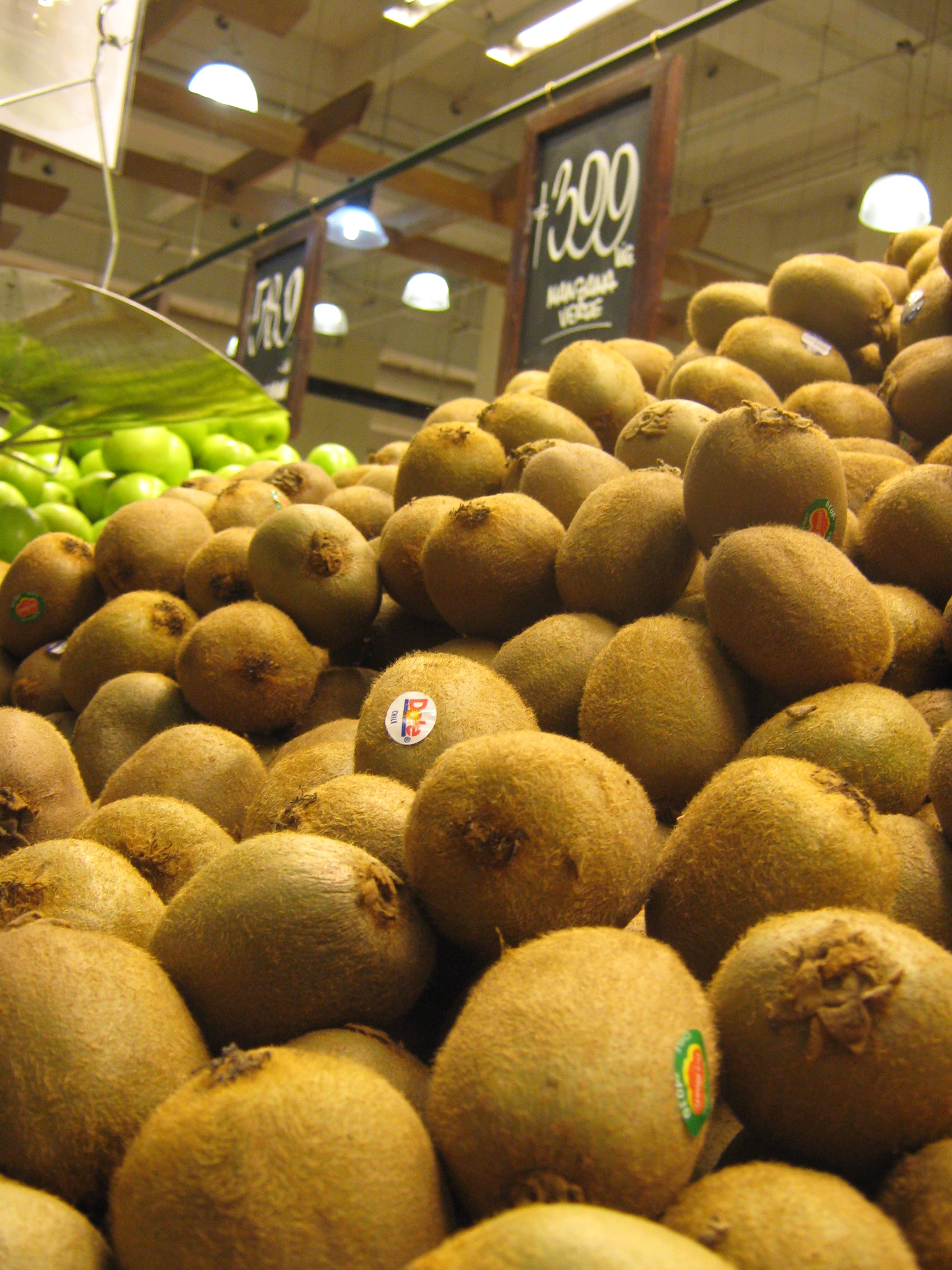
Chileense kiwi. Het land is een van de 10 grootste kiwiproducenten ter wereld.
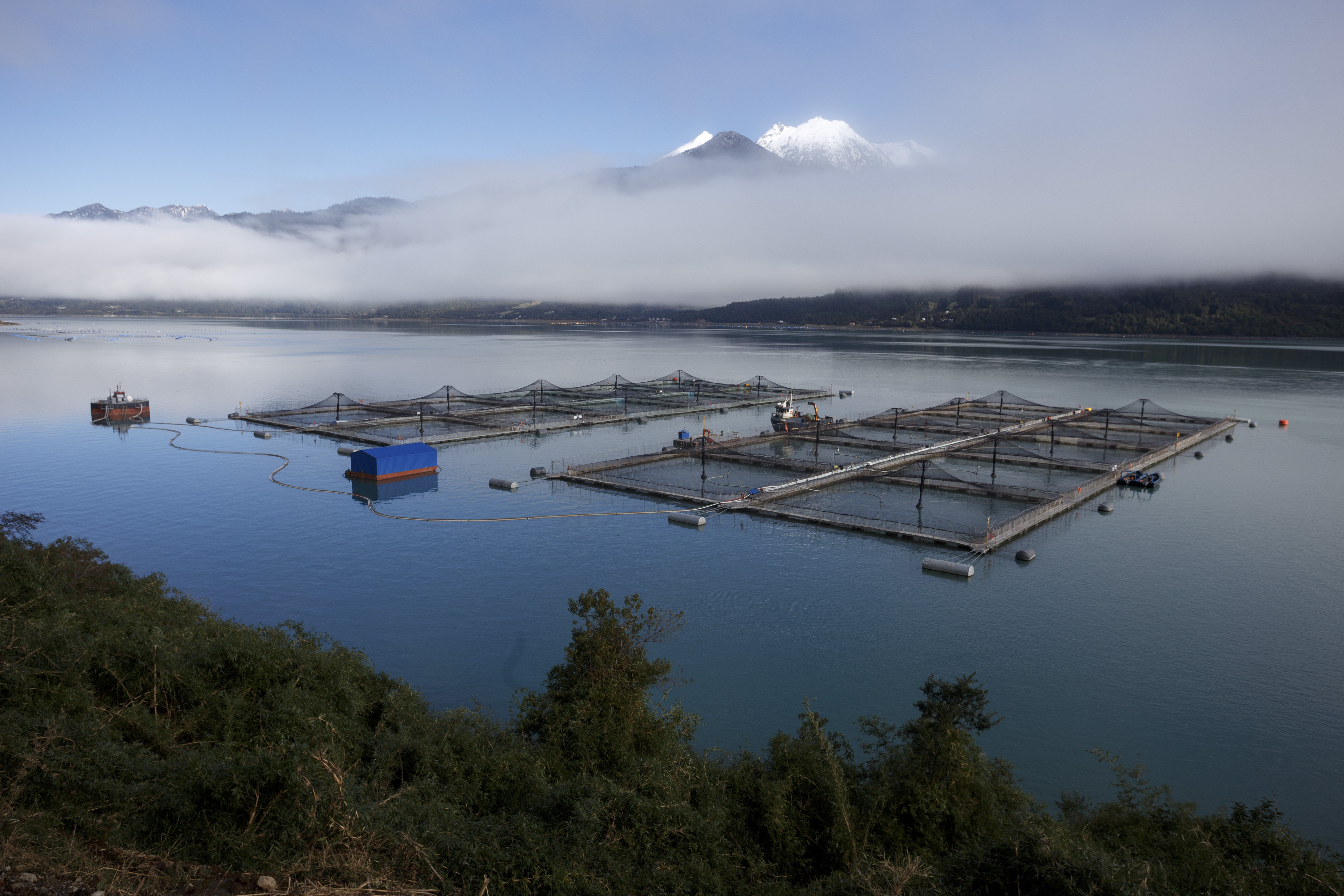
Zalmkweek in Chili. Een derde van alle zalm die in de wereld wordt verkocht, komt uit het land.
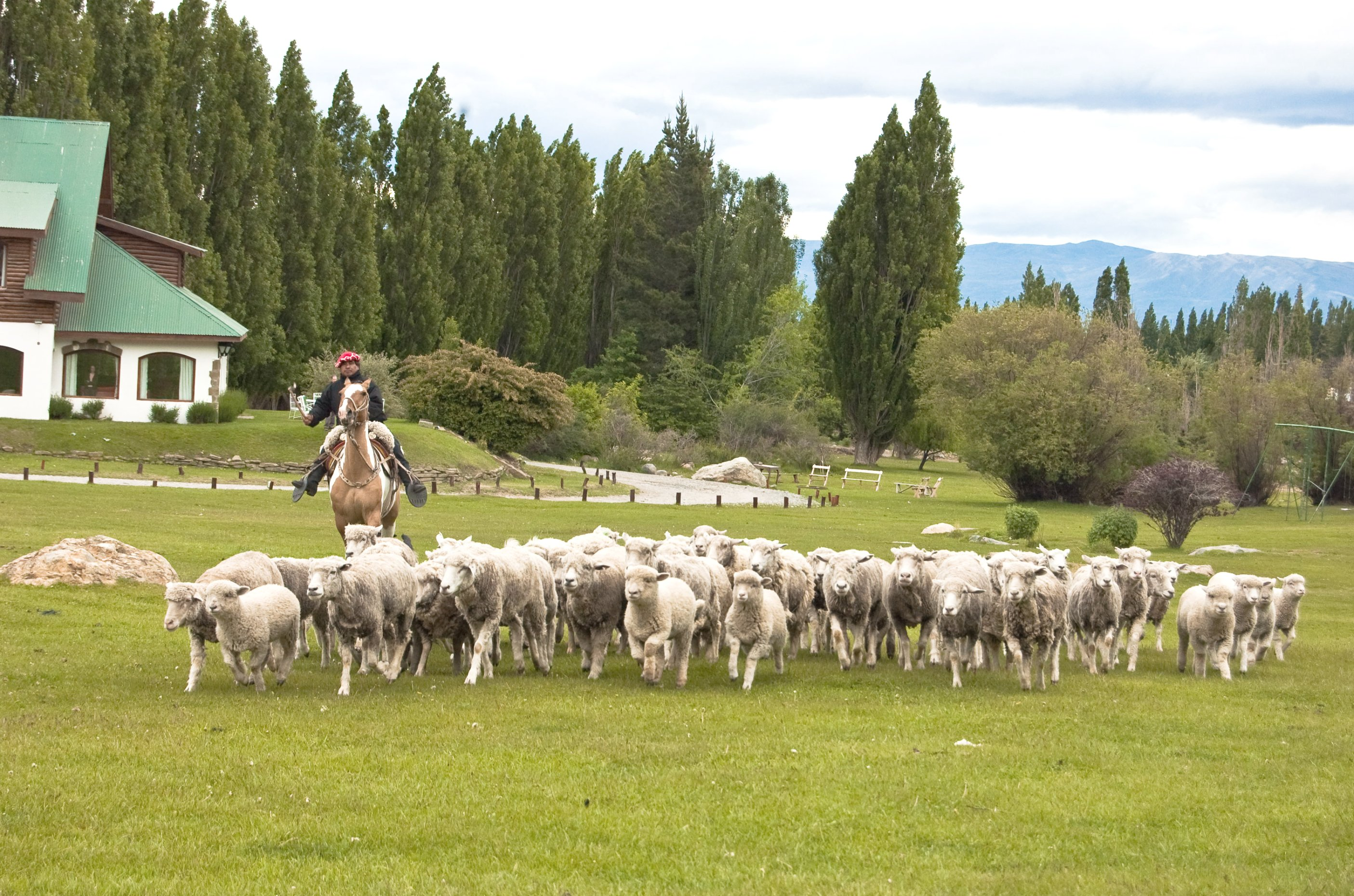
Schapen in Argentinië. Het land is de 11e grootste wolproducent ter wereld.
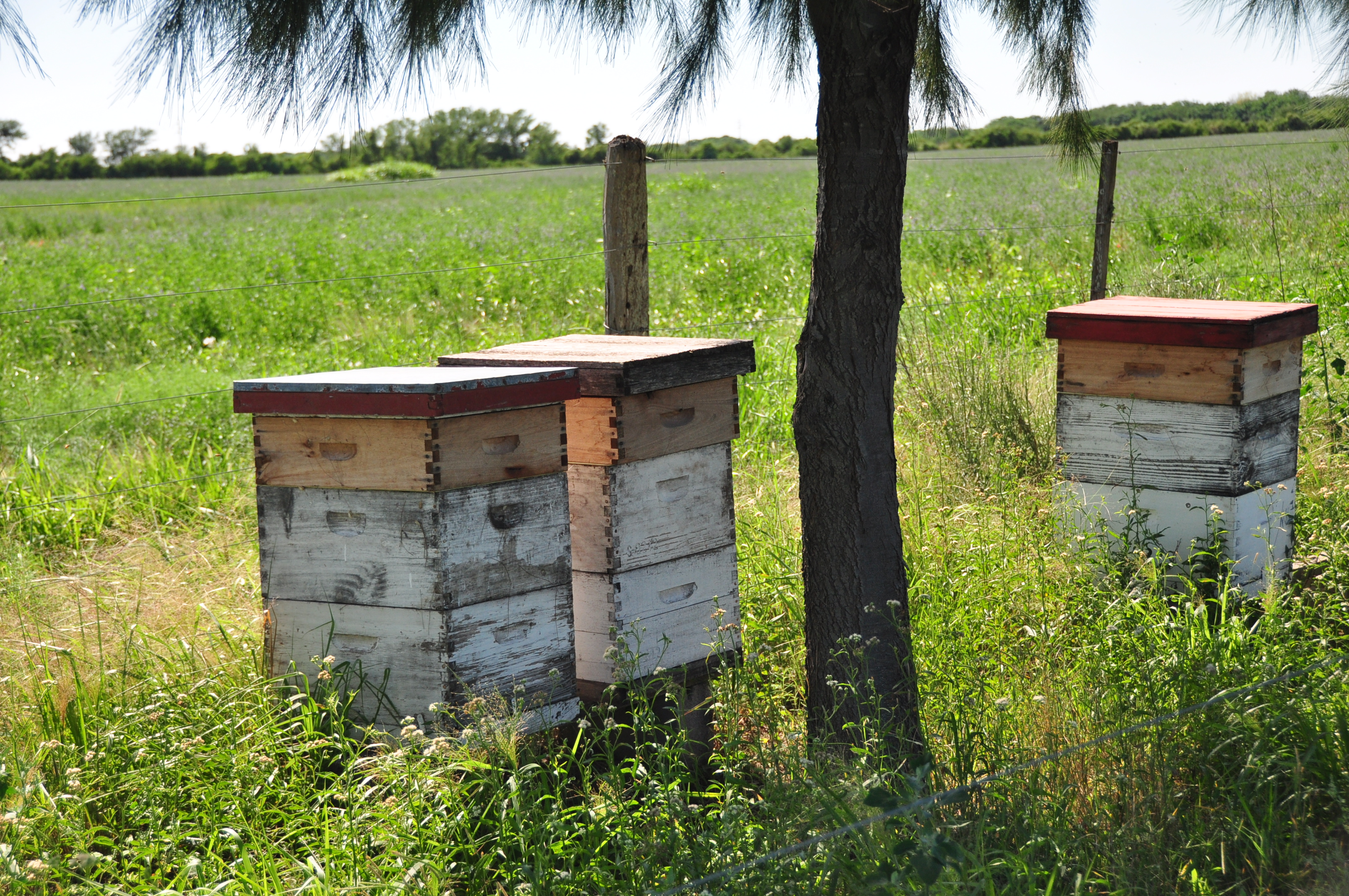
Honingproductie in Argentinië. Het land is de op twee na grootste honingproducent ter wereld.
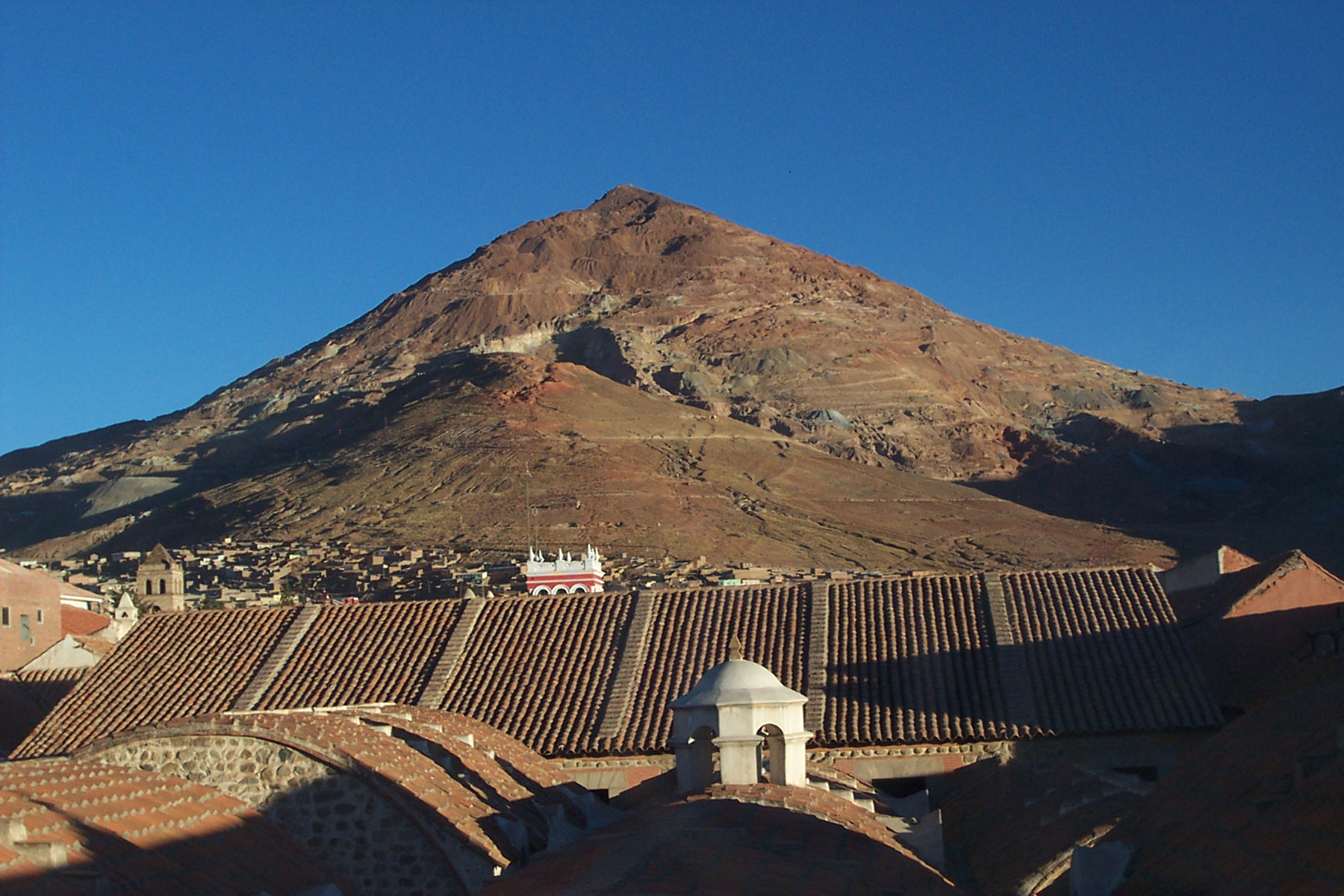
Zilvermijn in Bolivia.
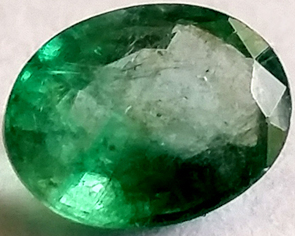
Colombiaanse smaragd. Het land is de grootste producent van smaragden ter wereld en Brazilië is een van de grootste producenten

## Infrastructuur

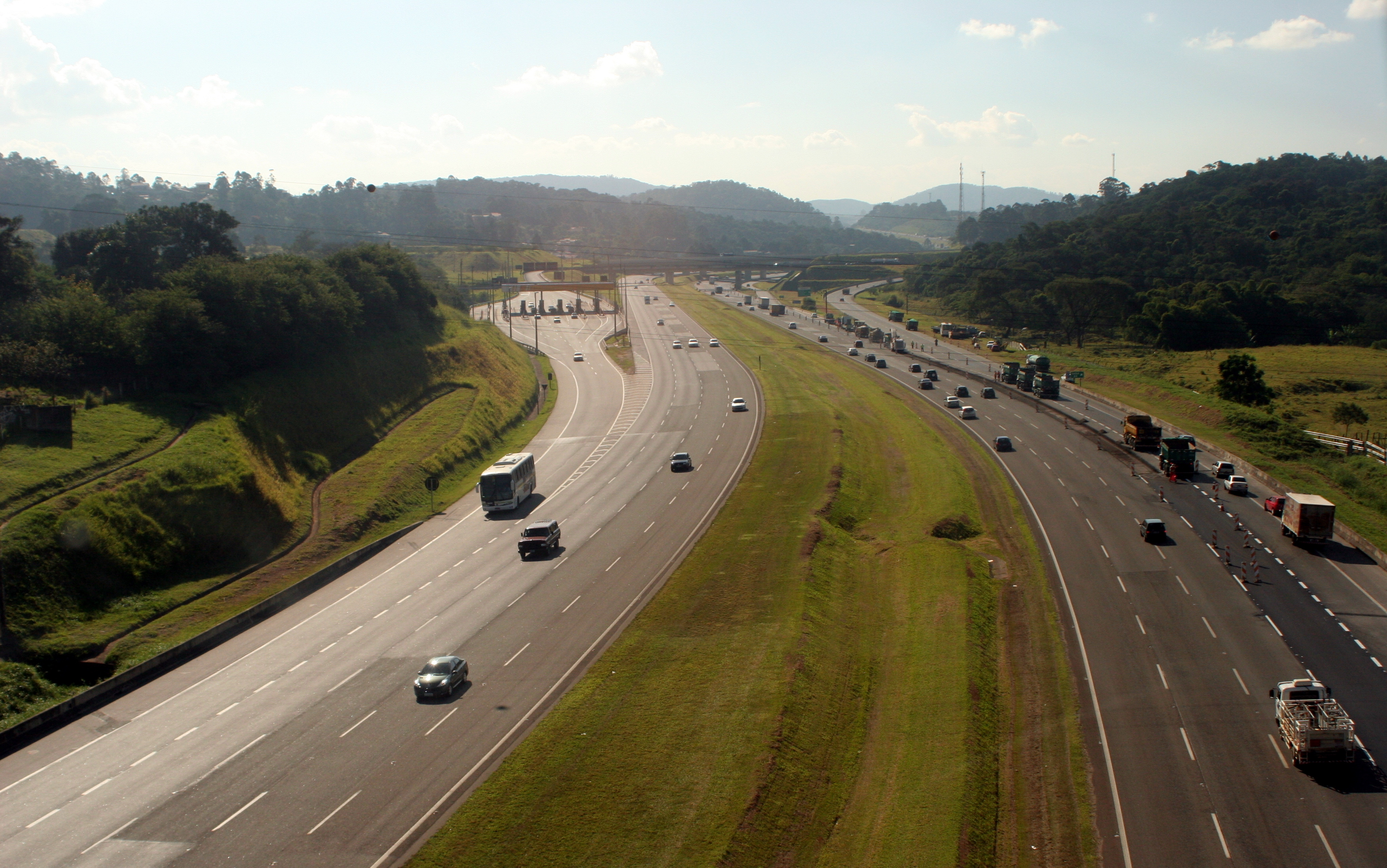
Rodovia dos Bandeirantes, Brazilië

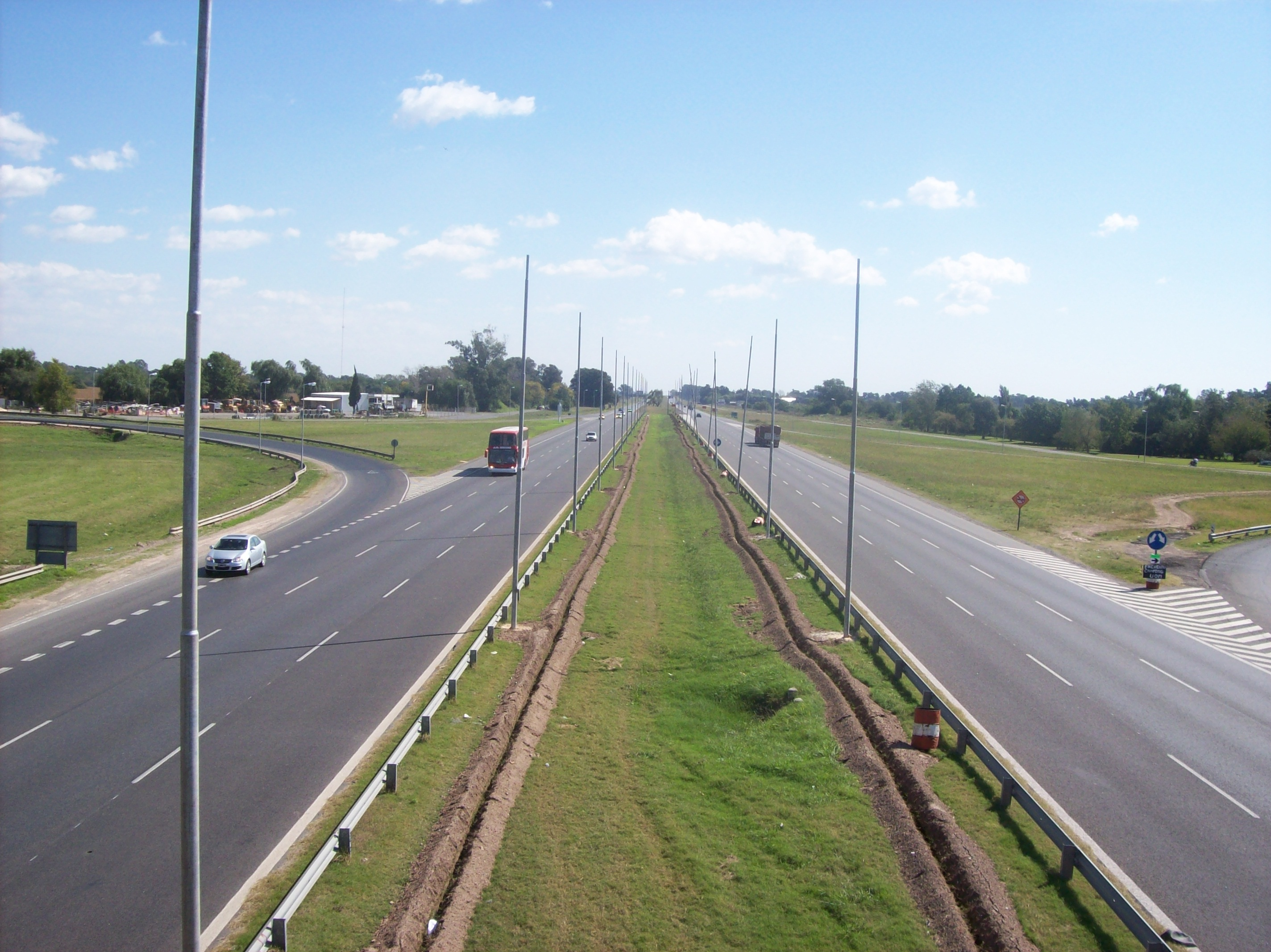
Ruta 9 / 14, in Zarate, Argentinië

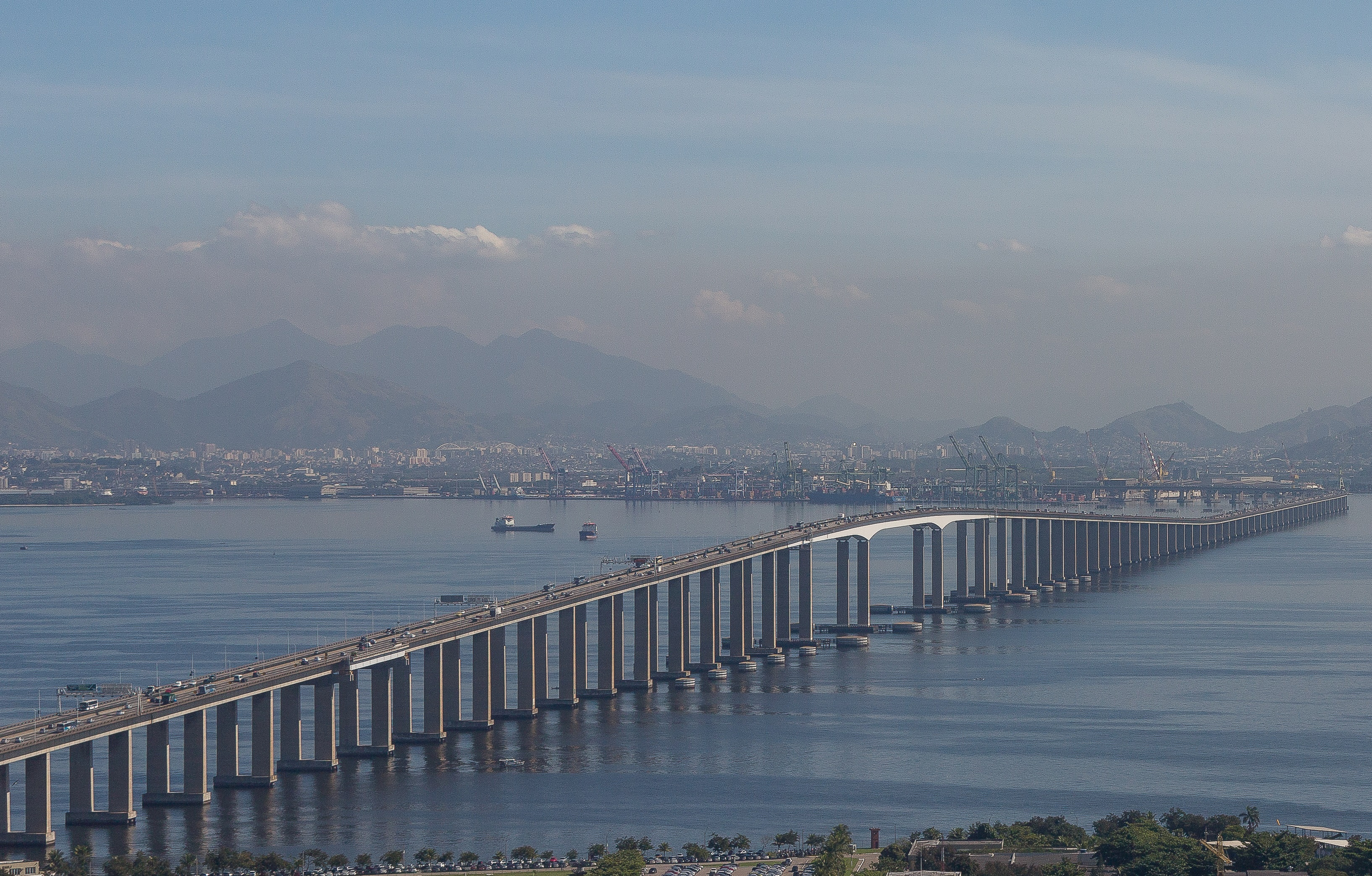
Rio-Niteróibrug

Transport in Latijns-Amerika wordt in principe uitgevoerd over de weg. Er is ook een aanzienlijke infrastructuur van havens en luchthavens. De spoorweg en rivier sector, hoewel deze potentieel heeft, wordt meestal op een secundaire manier behandeld.
Brazilië heeft meer dan 1,7 miljoen km aan wegen, waarvan 215.000 km geasfalteerd, en ongeveer 14.000 km verdeelde snelwegen. De twee belangrijkste snelwegen in het land zijn BR-101 en BR-116. Argentinië heeft meer dan 600.000 km wegen, waarvan ongeveer 70.000 km verhard, en ongeveer 2.500 km verdeelde snelwegen. De drie belangrijkste snelwegen in het land zijn Ruta 9, Ruta 7 en Ruta 14. Colombia heeft ongeveer 210.000 km aan wegen, en ongeveer 2.300 km is verdeeld over snelwegen. Chili heeft ongeveer 82.000 km wegen, waarvan 20.000 km geasfalteerd, en ongeveer 2.000 km verdeeld snelwegen. De belangrijkste snelweg in het land is de Ruta 5 (Pan-American Highway). Deze vier landen zijn de landen met de beste wegeninfrastructuur en met het grootste aantal snelwegen met dubbele rijstroken in Zuid-Amerika.
Vanwege het Andesgebergte, de rivier de Amazone en het Amazonewoud zijn er altijd problemen geweest bij het implementeren van transcontinentale of bio-oceanische snelwegen. Praktisch de enige bestaande route was die die Brazilië met Buenos Aires, in Argentinië en later met Santiago, in Chili, verbond. In de afgelopen jaren zijn er echter, met de gecombineerde inspanning van landen, nieuwe routes ontstaan, zoals Brazilië-Peru (Pacific Highway), en een nieuwe snelweg tussen Brazilië, Paraguay, Noord-Argentinië en Noord-Chili (Bioceanische gang).

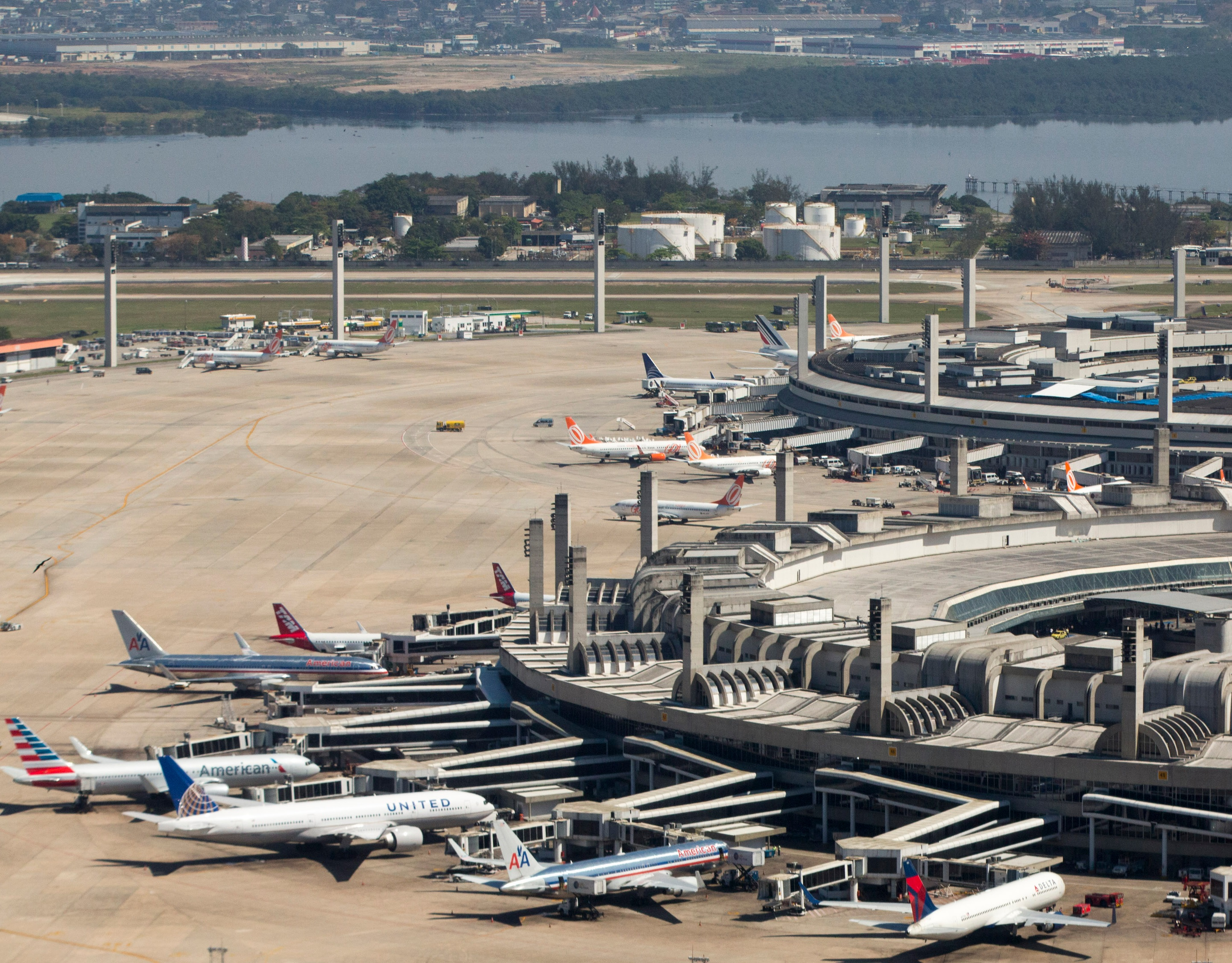
Internationale luchthaven van Rio de Janeiro

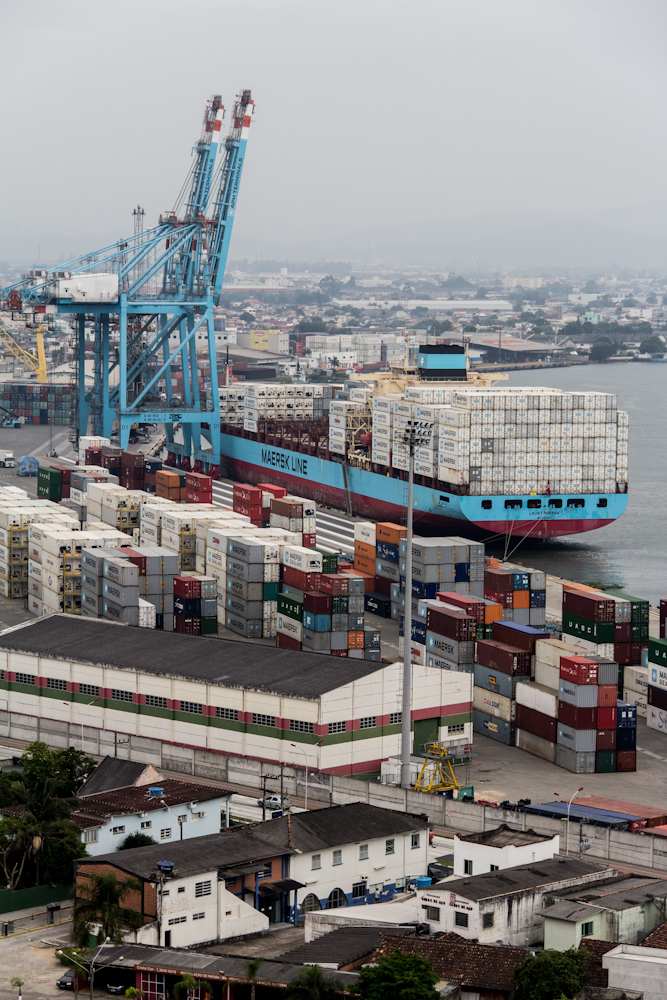
Haven van Itajaí, Santa Catarina, Brazilië

Er zijn meer dan 2.000 luchthavens in Brazilië. Het land heeft het op een na grootste aantal luchthavens ter wereld, achter alleen de Verenigde Staten. Internationale Luchthaven São Paulo Guarulhos, gelegen in het hoofdstedelijk gebied van São Paulo, is de grootste en drukste van het land - de luchthaven verbindt São Paulo met praktisch alle grote steden over de hele wereld. Brazilië heeft 44 internationale luchthavens, zoals die in Rio de Janeiro, Brasília, Belo Horizonte, Porto Alegre, Florianópolis, Cuiabá, Salvador, Recife, Fortaleza, Belém en Manaus, onder anderen. Argentinië heeft belangrijke internationale luchthavens zoals Buenos Aires, Cordoba, Bariloche, Mendoza, Salta, Puerto Iguazú, Neuquén en Usuhaia, onder anderen. Chili heeft belangrijke internationale luchthavens, zoals Santiago, Antofagasta, Puerto Montt, Punta Arenas en Iquique, onder anderen. Colombia heeft belangrijke internationale luchthavens zoals Bogotá, Medellín, Cartagena, Cali en Barranquilla, onder anderen. Peru heeft belangrijke internationale luchthavens zoals Lima, Cuzco en Arequipa. Andere belangrijke luchthavens zijn die in de hoofdsteden van Uruguay (Montevideo), Paraguay (Asunción), Bolivia (La Paz) en Ecuador (Quito). De 10 drukste luchthavens in Zuid-Amerika in 2017 waren: São Paulo-Guarulhos (Brazilië), Bogotá (Colombia), São Paulo-Congonhas (Brazilië), Santiago (Chili), Lima (Peru), Brasília (Brazilië), Rio de Janeiro (Brazilië), Buenos Aires-Aeroparque (Argentinië), Buenos Aires-Ezeiza (Argentinië) en Minas Gerais (Brazilië).
Over havens heeft Brazilië enkele van de drukste havens in Zuid-Amerika, zoals Haven van Santos, Haven van Rio de Janeiro, Haven van Paranaguá, Haven van Itajaí, Haven van Rio Grande en Suape Haven. Argentinië heeft havens zoals Haven van Buenos Aires en Haven van Rosario. Chili heeft belangrijke havens in Valparaíso, Caldera, Mejillones, Antofagasta, Iquique, Arica en Puerto Montt. Colombia heeft belangrijke havens zoals Buenaventura en Cartagena. Peru heeft belangrijke havens in Callao, Ilo en Matarani. De 15 drukste havens in Zuid-Amerika zijn: Port of Santos (Brazilië), Port of Bahia de Cartagena (Colombia), Callao (Peru), Guayaquil (Ecuador), Buenos Aires (Argentinië), San Antonio (Chili), Buenaventura (Colombia), Itajaí (Brazilië), Valparaíso (Chili), Montevideo (Uruguay), Paranaguá (Brazilië), Rio Grande (Brazilië), São Francisco do Sul (Brazilië), Manaus (Brazilië) en Coronel (Chili).
Het Braziliaanse spoorweg netwerk heeft een lengte van ongeveer 30.000 kilometer. Het wordt voornamelijk gebruikt voor het transport van ertsen. De Argentijnse spoorlijn netwerk, met 47.000 km aan sporen, was een van de grootste ter wereld en blijft het meest uitgebreide in Latijns-Amerika. Het kwam uit op ongeveer 100.000 km rails, maar door het opheffen van sporen en de nadruk op gemotoriseerd vervoer werd dit geleidelijk verminderd. Het heeft vier verschillende routes en internationale verbindingen met Paraguay, Bolivia, Chili, Brazilië en Uruguay. Chili heeft bijna 7.000 km spoorwegen, met verbindingen naar Argentinië, Bolivia en Peru. Colombia heeft slechts ongeveer 3.500 km aan spoorwegen.
Van de belangrijkste Braziliaanse waterwegen vallen er twee op: Hidrovia Tietê-Paraná (met een lengte van 2.400 km, 1.600 aan de Paraná-rivier en 800 km aan de Tietê-rivier, waardoor de landbouwproductie uit de staten van Mato Grosso, Mato Grosso do Sul, Goiás en een deel van Rondônia, Tocantins en Minas Gerais) en Hidrovia do Solimões-Amazonas (het bestaat uit twee delen: Solimões, dat zich uitstrekt van Tabatinga tot Manaus, met ongeveer 1600 km, en Amazonas, dat zich uitstrekt van Manaus tot Belém, met 1650 km. Bijna volledig personenvervoer vanuit de Amazone-vlakte gebeurt via deze waterweg, naast praktisch al het vrachtvervoer dat naar de belangrijkste regionale centra van Belém en Manaus gaat). In Brazilië wordt dit transport nog onderbenut: de belangrijkste waterwegtrajecten, economisch gezien, bevinden zich in het zuidoosten en zuiden van het land. Het volledige gebruik ervan hangt nog steeds af van de aanleg van sluizen, grote baggerwerken en vooral van havens die intermodale integratie mogelijk maken. In Argentinië bestaat het waterwegennet uit de rivieren La Plata, Paraná, Paraguay en Uruguay. De belangrijkste rivierhavens zijn Zárate en Campana. De haven van Buenos Aires is historisch gezien de eerste in individueel belang, maar het gebied dat bekend staat als Up-River, dat zich uitstrekt langs 67 km van het Santa Fé-gedeelte van de Paraná-rivier, brengt 17 havens samen die 50% van de totale export van het land.

## Energie

### Brazilië

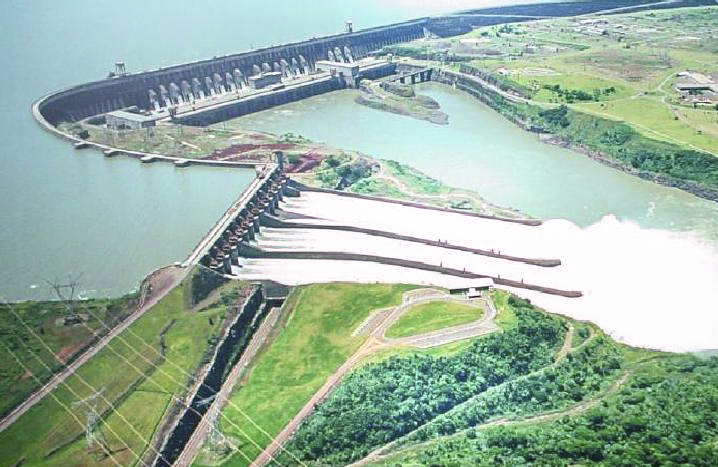
Itaipudam in Paraná.

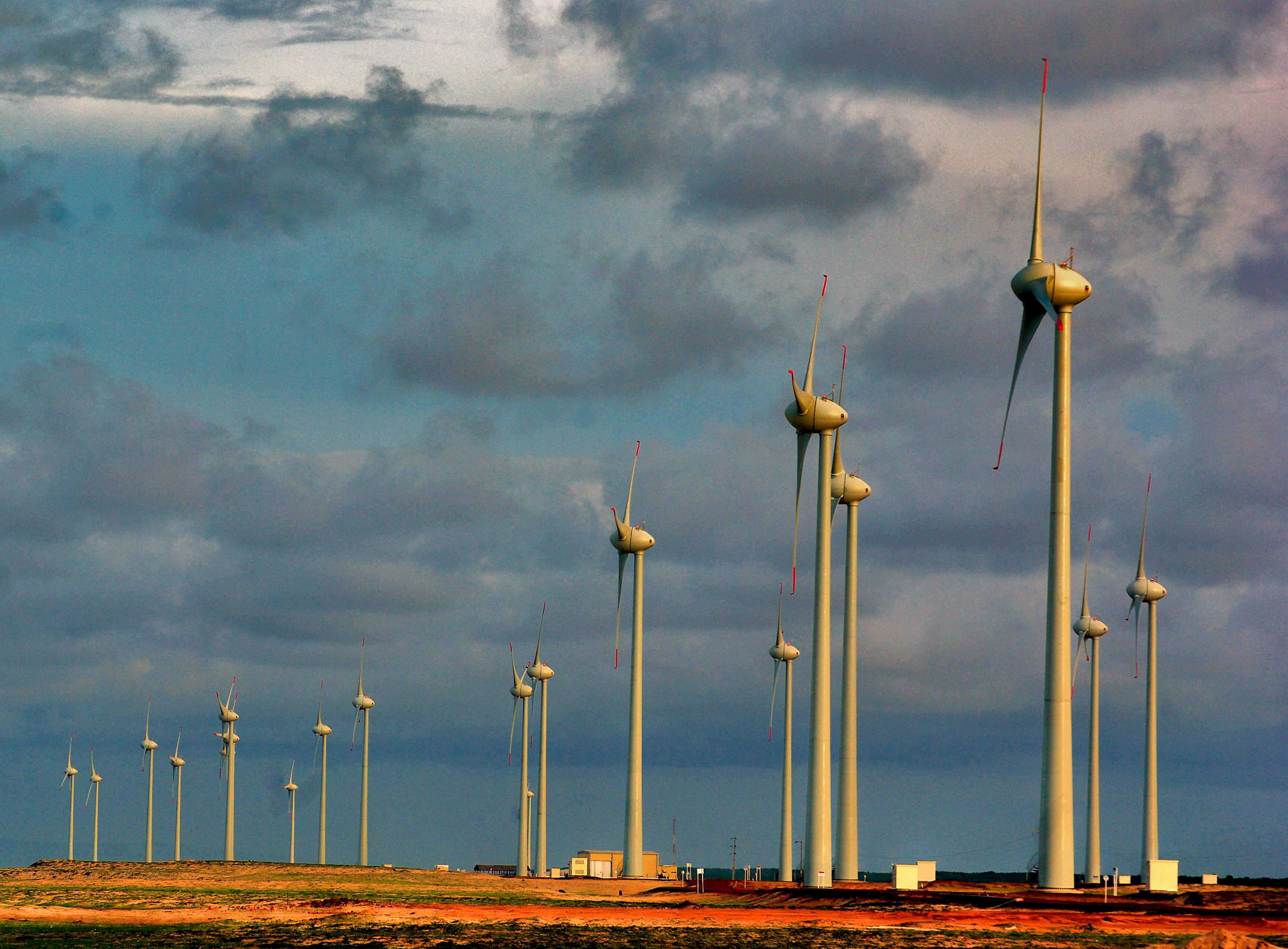
Windenergie in Parnaíba.

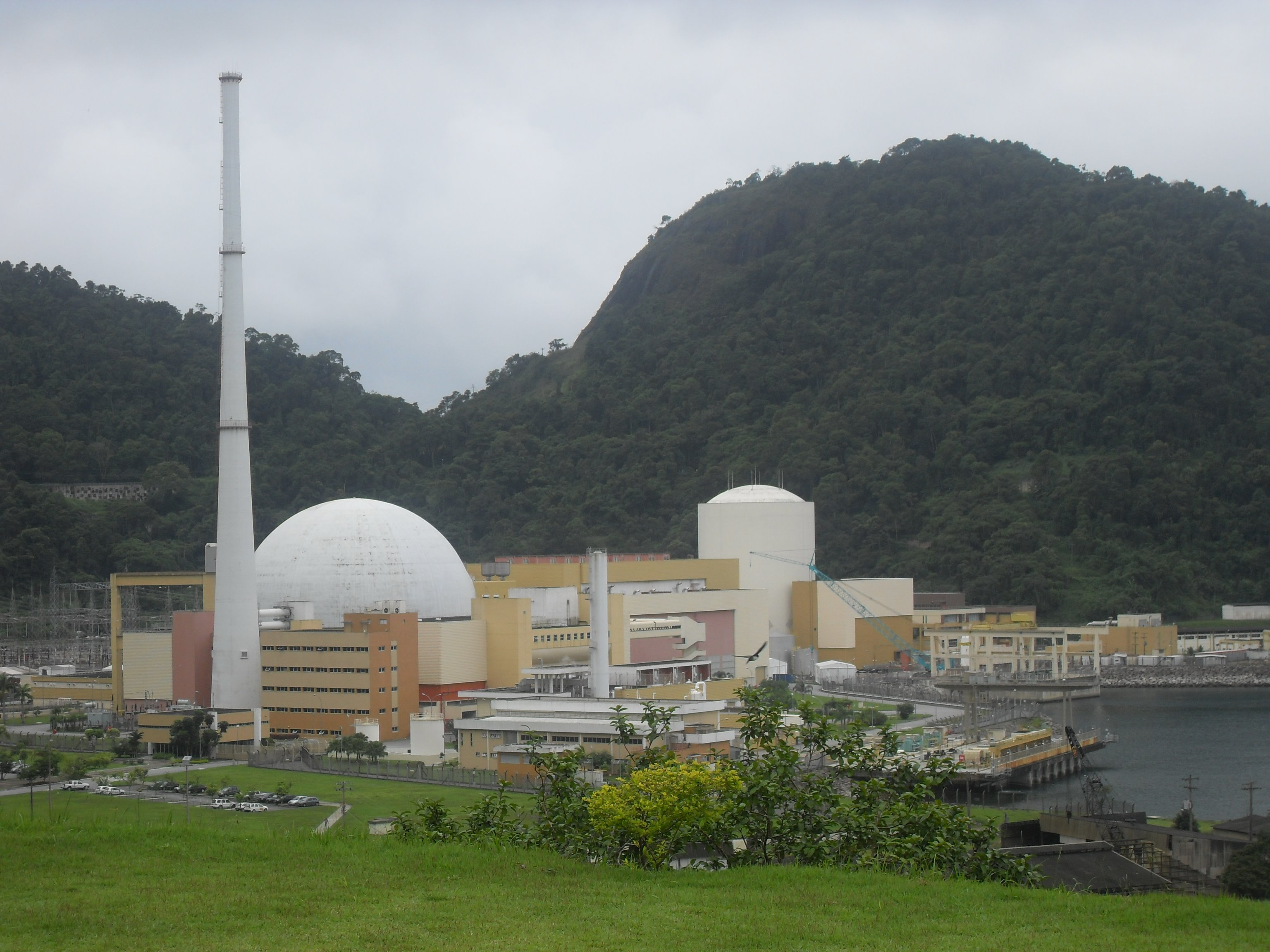
Kerncentrale Angra in Angra dos Reis, Rio de Janeiro

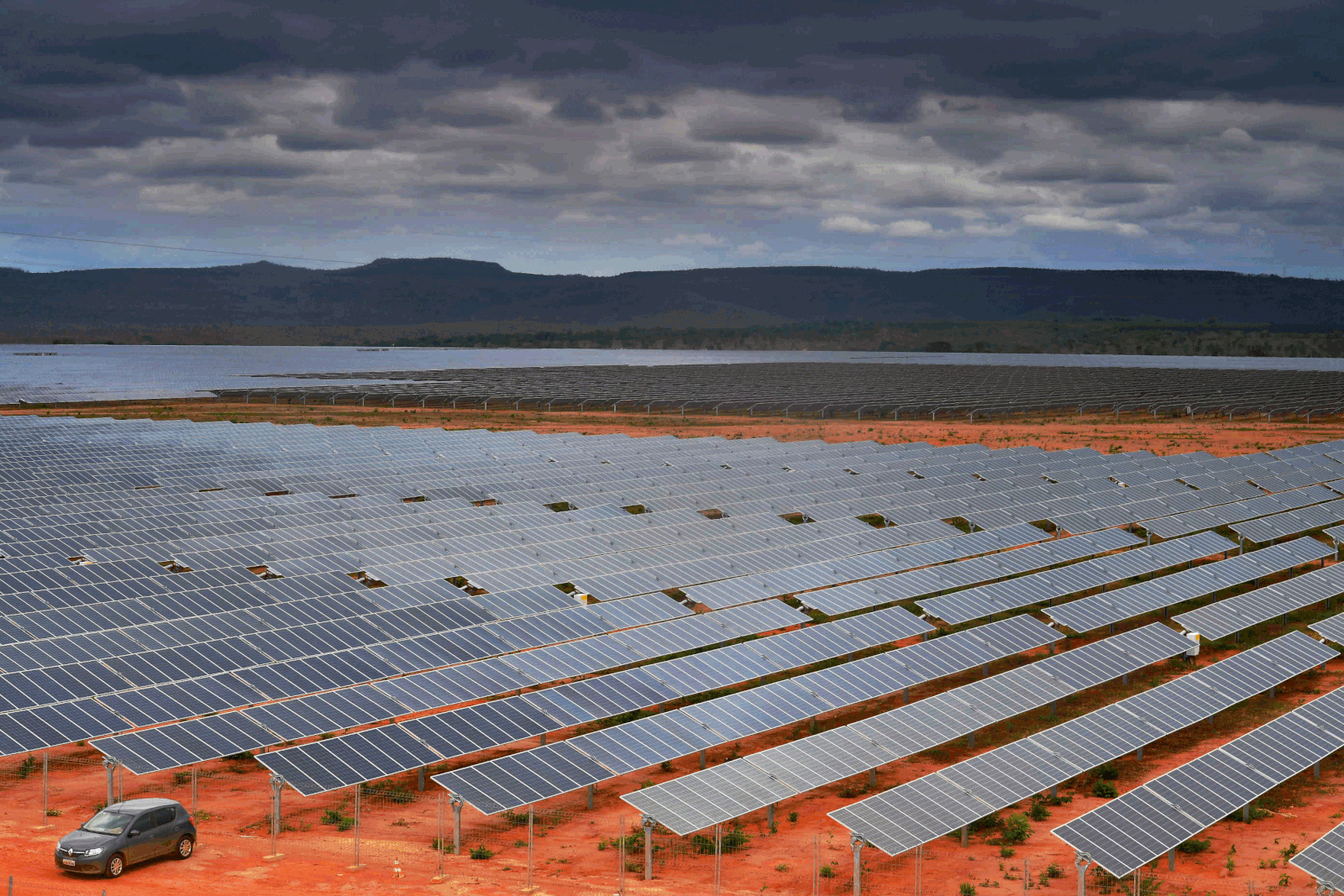
Pirapora-zonne-energiecomplex, het grootste in Brazilië en Latijns-Amerika met 321 MW.

De Braziliaanse regering is begonnen aan een ambitieus programma om de afhankelijkheid van geïmporteerde aardolie te verminderen. De invoer was voorheen goed voor meer dan 70% van de oliebehoefte van het land, maar Brazilië werd in 2006-2007 zelfvoorzienend op het gebied van olie. Brazilië was de 10e grootste olieproducent ter wereld in 2019, met 2,8 miljoen vaten / dag. De productie slaagt erin om aan de vraag van het land te voldoen. Begin 2020 overschreed het land bij de productie van aardolie en aardgas voor het eerst meer dan 4 miljoen vaten olie-equivalent per dag. In januari van dit jaar werden 3.168 miljoen vaten aardolie per dag en 138.753 miljoen kubieke meter aardgas gewonnen.
Brazilië is een van 's werelds grootste producenten van waterkracht. In 2019 had Brazilië 217 waterkrachtcentrales in bedrijf, met een geïnstalleerd vermogen van 98.581 MW, 60,16% van de energieopwekking van het land. Bij de totale elektriciteitsopwekking bereikte Brazilië in 2019 170.000 MW geïnstalleerd vermogen, waarvan meer dan 75% uit hernieuwbare bronnen (het merendeel, waterkracht).
In 2013 gebruikte de Regio Zuidoost ongeveer 50% van de belasting van het National Integrated System (SIN), de belangrijkste energieverbruikende regio van het land. De geïnstalleerde elektriciteitsproductiecapaciteit van de regio bedroeg in totaal bijna 42.500 MW, wat ongeveer een derde van de productiecapaciteit van Brazilië vertegenwoordigde. Opwekking waterkracht vertegenwoordigde 58% van de geïnstalleerde capaciteit van de regio, de resterende 42% kwam in wezen overeen met opwekking thermo-elektrisch. São Paulo vertegenwoordigde 40% van deze capaciteit; Minas Gerais met ongeveer 25%; Rio de Janeiro op 13,3%; en Espírito Santo vertegenwoordigde de rest. De Regio Zuid is eigenaar van de Itaipudam, die jarenlang de grootste waterkrachtcentrale ter wereld was tot de inauguratie van de Drieklovendam in China. Het blijft de op een na grootste hydro-elektrische in bedrijf ter wereld. Brazilië is mede-eigenaar van de Itaipu-fabriek met Paraguay: de dam is gelegen aan de Paraná-rivier, gelegen op de grens tussen landen. Het heeft een geïnstalleerd opwekkingsvermogen van 14 GW voor 20 productie-eenheden van 700 MW elk. Regio Noord heeft grote waterkrachtcentrales, zoals Belo Montestuwdam en Tucuruí Dam, die een groot deel van de nationale energie produceren. Het hydro-elektrische potentieel van Brazilië moet nog volledig worden benut, dus het land heeft nog steeds de capaciteit om verschillende hernieuwbare energiecentrales op zijn grondgebied te bouwen.
In 2019 werd geschat dat het land een geschat opwekkingspotentieel windenergie heeft van ongeveer 522 GW (dit, alleen aan land), genoeg stroom om drie keer aan de huidige vraag van het land te voldoen. Volgens ONS bedroeg het totaal opgesteld vermogen aan windenergie vanaf februari 2021 19,1 GW, met een gemiddelde capaciteitsfactor van 58%. Hoewel de wereldwijde gemiddelde capaciteitsfactor voor windenergie 24,7% is, zijn er gebieden in het noorden van Brazilië, vooral in de staat Bahia, waar sommige windparken een gemiddelde capaciteitsfactor van meer dan 60% registreren; de gemiddelde capaciteitsfactor in de Regio Noordoost is 45% aan de kust en 49% in het binnenland. In 2019 vertegenwoordigde windenergie 9% van de opgewekte energie in het land. Brazilië is een van de 10 grootste producenten van windenergie ter wereld (achtste in 2019, met 2,4% van de wereldproductie)..
Kernenergie vertegenwoordigt ongeveer 4% van de elektriciteit in Brazilië. Het monopolie voor de opwekking van kernenergie is eigendom van Eletronuclear (Eletrobrás Eletronuclear S / A), een volledige dochteronderneming van Eletrobrás. Kernenergie wordt geproduceerd door twee reactoren in Angra. Het bevindt zich in de kerncentrale Almirante Álvaro Alberto (CNAAA) op Praia de Itaorna in Angra dos Reis, Rio de Janeiro. Het bestaat uit twee drukwaterreactoren, Angra I, met een vermogen van 657 MW, aangesloten op het elektriciteitsnet in 1982, en Angra II, met een vermogen van 1350 MW, aangesloten in 2000. Een derde reactor, Angra III, met een ervan zal naar verwachting 1.350 MW zijn, het moet worden afgewerkt.
Volgens ONS bedroeg het totale geïnstalleerde vermogen van fotovoltaïsche zonne-energie vanaf juli 2021 10,3 GW, met een gemiddelde capaciteitsfactor van 23%. Enkele van de meest bestraalde Braziliaanse staten zijn MG (Minas Gerais), BA (Bahia) en GO (Goiás), die eigenlijk wereldrecords hebben voor bestraling. In 2019 vertegenwoordigde zonne-energie 1,27% van de energie die in het land wordt opgewekt. Brazilië was in 2020 het 14e land ter wereld qua geïnstalleerd vermogen aan zonne-energie (7,8 GW). 
In 2020 was Brazilië het 2e land ter wereld op het gebied van energieproductie uit biomassa (energieproductie uit vaste biobrandstoffen en hernieuwbaar afval), met 15,2 GW geïnstalleerd. 

## Politiek
Zuid-Amerika is het enige continent waarvan alle onafhankelijke landen republieken zijn. Na bijna twee eeuwen instabiliteit hebben de meeste Zuid-Amerikaanse landen zich sinds de jaren 80 ontpopt tot relatief stabiele democratieën. Landen als Chili en Uruguay kunnen zelfs tot de meest vrije en democratische landen ter wereld worden gerekend; in andere landen blijft de democratische ontwikkeling echter enigszins achter. Colombia is sinds 1964 in een burgeroorlog verwikkeld, waaraan ook een in 2016 overeengekomen wapenstilstand geen werkelijk einde maakte.

### Internationale samenwerking
Na vele mislukte pogingen hebben de Zuid-Amerikaanse landen de afgelopen decennia een aantal successen geboekt op het gebied van regionale integratie.
Argentinië, Brazilië, Uruguay en Paraguay hebben in 1991 Mercosur gevormd, een vrijhandelsakkoord dat inmiddels is uitgegroeid tot douane-unie. Venezuela is een toetredingsproces begonnen, Bolivia zal waarschijnlijk volgen. Het andere belangrijke economische samenwerkingsverband is de Andesgemeenschap, bestaande uit Colombia, Peru, Bolivia en Ecuador, dat de laatste jaren echter een zieltogend bestaan leidt.
De Zuid-Amerikaanse landen hebben zich sinds 2008 verenigd in de Unie van Zuid-Amerikaanse Naties (UZAN of Unasur), met als doel om voor 2020 een Europese Unie-achtig samenwerkingsverband te vormen.
Verder zijn alle Zuid-Amerikaanse landen lid van Groep van Rio, bestaande uit Latijns-Amerikaanse en Caribische landen, en de Organisatie van Amerikaanse Staten (OAS), van oudsher gedomineerd door de Verenigde Staten. Suriname en Guyana zijn lid van de Caribische Gemeenschap (CARICOM).
In 2010 werd de Gemeenschap van Latijns-Amerikaanse en Caraïbische Staten of CELAC opgericht. Deze bestaat uit 33 onafhankelijke landen van de Caraïben, Centraal- en Zuid-Amerika. De VS, Canada, en de Amerikaanse territoria van Nederland, Frankrijk, Denemarken en Groot-Brittannië zijn geen lid. Het is de opvolger van de Groep van Rio.